# День сурка (фильм)
«День сурка́» (англ. Groundhog Day) — американская кинокомедия, снятая режиссёром Гарольдом Рамисом по сценарию Дэнни Рубина. Шестой совместный фильм Гарольда Рамиса и Билла Мюррея, работа, после которой творческий дуэт распался. Картина получила премию BAFTA за лучший сценарий, а впоследствии была включена в Национальный реестр фильмов США.
Фильм снимался в Вудстоке в 1992 году, в прокат вышел 12 февраля 1993 года. Сюжет картины повествует об истории метеоролога Фила Коннорса, попавшего во временну́ю петлю во время ежегодного празднования Дня сурка в городке Панксатони. Только переосмыслив своё отношение к жизни, герой завоёвывает внимание любимой женщины и вырывается из петли. Критики высоко оценили актёрскую игру, сценарий, философский контекст и моральный посыл картины. Особенно был отмечен авторский замысел — скрыть от зрителя причины, вызвавшие временну́ю аномалию. Фильм успешно прошёл в прокате, только по США и Канаде собрав около 71 млн долларов.
Концепция временной петли, построения героем «идеального дня» и моральное преображение героя стали хорошей иллюстрацией для многих религиозных доктрин, философов; используются в психологии и экономике. Картина породила множество подражаний. Выражение «День сурка» устойчиво вошло в языки многих народов мира как синоним рутинно повторяющегося события, монотонной жизни.

## Сюжет
Фил Коннорс — метеоролог на телевизионном канале PBH Питтсбурга; резонёр и циник, он давно устал от однообразной работы и разучился получать от неё удовольствие. Первого февраля Фил в компании с новым продюсером Ритой Хансон и оператором Ларри должен отправиться в городок Панксатони (англ. Punxsutawney), чтобы провести репортаж с праздника «День сурка». Если коллеги рады посетить праздник и развеяться, то Фил, который уже трижды ездил в аналогичные поездки, откровенно скучает.
Поселившись в местной гостинице, утром 2 февраля Фил просыпается в шесть утра под радиобудильник, передающий песню «I Got You Babe». Он отправляется на городскую площадь, буднично проводит репортаж. Отказавшись посетить праздничный бал, возвращается в гостиницу, рассчитывая как можно скорее вернуться домой. Но внезапно начавшийся буран заметает все дороги, уехать оказывается невозможно, и Фил с коллегами вынужден вернуться в Панксатони.
Наутро начинается необъяснимое. Проснувшись снова в шесть утра под всё ту же песню из радиобудильника, Фил обнаруживает, что на календаре 2 февраля, а вокруг него происходят те же события, что и вчера. Будучи в полном недоумении, он отправляется на фестиваль сурка, снова промочив по дороге ботинок и встретив одноклассника, снова ведёт надоевший репортаж, снова возвращается в гостиницу, ложится спать… и утром просыпается 2 февраля, в то же время и под ту же самую песню.
Следующий день не наступает. После нескольких повторов Фил безуспешно обращается к неврологу, к психиатру (который предлагает «зайти завтра»). Осознав, что его поступки не могут иметь для него никаких последствий, Фил пытается получить удовольствие от ситуации: напивается и хулиганит, объедается сладостями, знакомится с девушкой и соблазняет её, грабит инкассаторов и проматывает деньги. Вскоре это надоедает. Фил, доведённый до отчаянья временной петлёй, пытается покончить жизнь самоубийством, в первый раз даже прихватив с собой тёзку — сурка. Всё бесполезно — утром он просыпается в той же постели.
Трагизм ситуации в том, что никто вокруг не помнит происходящего. Фил пытается поделиться своей бедой с Ритой. Зная городок и его жителей вдоль и поперёк, он заявляет Рите: «Я — бог!» и рассказывает биографию многих жителей Панксатони. Рассказывает историю жизни самой Риты, затрагивая очень личные подробности. Рита с трудом воспринимает его объяснения и говорит, что, может быть, это не проклятие, и ему нужно изменить взгляды на жизнь. Они проводят этот день вместе, но ничего не меняется. Фил постепенно проникается чувствами к Рите и пытается объясниться в любви. Тем не менее даже самые глубокие познания из её личной жизни, которые он выведал во время бесконечных повторов, не помогают им сблизиться. Рита раз за разом даёт ему понять, что им не быть вместе.
Фил начинает самосовершенствование. Он пытается спасти умирающего бездомного старика. Учит французский язык. Берёт уроки музыки. Осваивает медицину и мастерство создания ледяных скульптур. Очередной день он полностью посвящает добрым поступкам: спасает мэра города, который подавился костью, помогает пожилым дамам, у которых сломался автомобиль. Появившись на балу в честь Дня сурка, Рита видит, что Фил играет на синтезаторе в местной группе. Впечатлённая его преображением и всеобщим вниманием, Рита во время шуточного аукциона холостяков выкупает Фила. Вечер и ночь они проводят вместе. На следующее утро наступает «завтра» — 3 февраля, и это означает, что временная петля исчезла и он освободился. Фил решает остаться жить в Панксатони.

## Команда
| \| Актёр \| Роль \| \| ------------------------- \| ----------------------------------- \| \| Билл Мюррей \| Фил Коннорс \| \| Энди Макдауэлл \| Рита Хансон \| \| Крис Эллиотт \| Ларри, оператор \| \| Стивен Тоболовски \| Нед Райерсон, одноклассник Фила \| \| Брайан Дойл-Мюррей[англ.] \| Бастер Грин, мэр Панксатони \| \| Гарольд Рамис \| невролог \| \| Марита Герати[англ.] \| Нэнси Тейлор, девушка из закусочной \| \| Майкл Шэннон \| Фред, жених в сцене в закусочной \| \| Гинден Уолш[англ.] \| невеста в сцене в закусочной \| \| Уилли Гарсон \| Кенни, ассистент Фила \| \| Рик Дукомман \| Гас, собутыльник Фила \| \| Рик Овертон[англ.] \| Ральф, собутыльник Фила \| \| Анджела Пейтон[англ.] \| мисс Ланкастер, хозяйка гостиницы \| \| Робин Дюк[англ.] \| Дорис, официантка \| | Съёмочная группа - Продюсеры — Гарольд Рамис, Тревор Альберт, Кларенс Эриксон, Уитни Уайт - Режиссёр-постановщик — Гарольд Рамис - Композитор — Джордж Фентон - Художник-постановщик — Дэвид Николз - Главный оператор — Джон Бэйли - Авторы сценария — Дэнни Рубин, Гарольд Рамис - Редактор — Пемброк Хэрри - Подбор актёров — Говард Фьюэр - Декорации — Лиза Фишер - Костюмер — Дженнифер Баттлер |
| Актёр | Роль |
| Билл Мюррей | Фил Коннорс |
| Энди Макдауэлл | Рита Хансон |
| Крис Эллиотт | Ларри, оператор |
| Стивен Тоболовски | Нед Райерсон, одноклассник Фила |
| Брайан Дойл-Мюррей | Бастер Грин, мэр Панксатони |
| Гарольд Рамис | невролог |
| Марита Герати | Нэнси Тейлор, девушка из закусочной |
| Майкл Шэннон | Фред, жених в сцене в закусочной |
| Гинден Уолш | невеста в сцене в закусочной |
| Уилли Гарсон | Кенни, ассистент Фила |
| Рик Дукомман | Гас, собутыльник Фила |
| Рик Овертон | Ральф, собутыльник Фила |
| Анджела Пейтон | мисс Ланкастер, хозяйка гостиницы |
| Робин Дюк | Дорис, официантка |

|                                                                                |  |  |  |
| Актёрский состав: Билл Мюррей, Энди Макдауэлл, Крис Эллиотт, Стивен Тоболовски |  |  |  |

## Создание

### Предыстория
Сотрудничество Гарольда Рамиса и Билла Мюррея началось в 1972 году в театре «The Second City» (Чикаго). Из любительской труппы вышло целое поколение американских комедийных актёров. Рамис и Мюррей продолжили совместное творчество в редакции журнала National Lampoon — популярного юмористического издания. В их активе было несколько радиопередач, скетчей и телевизионных юмористических шоу, после чего они перешли в кинематограф. В период с 1979 по 1989 год творческий тандем создал 5 картин, прозвучавших как новое слово в комедийном жанре. Такие совместные работы, как «Гольф-клуб» и «Добровольцы поневоле», исполненные абсурдного юмора и атакующие истеблишмент, были тепло приняты зрительской аудиторией и критиками. «Секрет американского коммерческого успеха в том, чтобы умыкнуть субкультуру и продать её в мейнстрим», — объяснял достижения Рамиса критик Тэд Френд.
К началу 1990-х, после «Охотников за привидениями» и их сиквела, Рамис достиг статуса, когда мог сам выбирать сценарии из числа предлагаемых студией. Билл Мюррей всегда был для Рамиса больше, чем актёром. Мюррей участвовал в стадии препродакшена, в доработках сценария и постановке мизансцен, имел полноправный голос при любых изменениях в проектах. Будучи близкими друзьями, они вместе пускались в психоделические опыты, когда увлекались наркотиками. Мюррей стал крёстным отцом детей Рамиса. В 1989 году Гарольд Рамис женился на Эрике Манн, своей бывшей ассистентке, и круто поменял образ жизни. Он бросил курить и употреблять наркотики, и, вслед за своей супругой, начал изучать восточную философию и практиковать медитацию.
Другим путём к главной работе своей жизни шёл Дэнни Рубин, для которого «День сурка» оказался лишь вторым сценарием полнометражного фильма и первым, который Рубин написал после того, как покинул Чикаго. В конце 1980-х, преследуя карьерные интересы, писатель перебрался в творческую столицу кинематографа Лос-Анджелес. До того он писал скетчи для театров и сценарии для телевизионных шоу. Некоторую известность получила его дебютная картина «Не слышу зла».

### Сценарий
Основная часть работы над новым сценарием пришлась на 1988—1989 годы. В старом дневнике, много лет назад, Рубин оставил запись идеи о человеке, попавшем во временную петлю. Эти записи включали всего пару фраз под заголовком «Машина времени». Спустя продолжительное время, после переезда в Лос-Анджелес, писатель начал перебирать варианты, годные для сценария игрового фильма. Новое направление поиска задал «Вампир Лестат», книга, которую Рубин тогда читал — о человеке, получившем дар вечной жизни. Сценарий выходил не особенно занимательный, да и технически сложный для постановки. Писатель задумался, как бы устроить так, что герой живёт очень долго, но вокруг ничего не меняется? Тогда у автора возникло озарение — в памяти всплыла старая идея «Машина времени», но с поправкой — герой застрял, но только в одном дне. Другим источником вдохновения стали книга «Сиддхартха» Германа Гессе и изучение идей буддизма.

Киноистории по своей природе повествуют об изменении, и если я хотел узнать, как будет меняться этот персонаж в бесконечно долгом времени, то мне было нужно, чтобы он начал свой путь, как человек, по-видимому, неспособный измениться, типичная личность с задержкой в развитии, так и не сумевшая повзрослеть. Может, если у таких ребят будет больше времени, они в итоге повзрослеют. Может, им мало одной жизни.
Оригинальный текст (англ.)Movie stories are by nature about change, and if I were going to test the change of this character against an infinity of time, I'd want him to begin as somebody who seemed unable to change, perhaps one of those arrested development-type guys who just couldn't quite grow up. Maybe if guys like that had more time they
would eventually mature. Maybe one lifetime is not enough.

— Дэнни Рубин

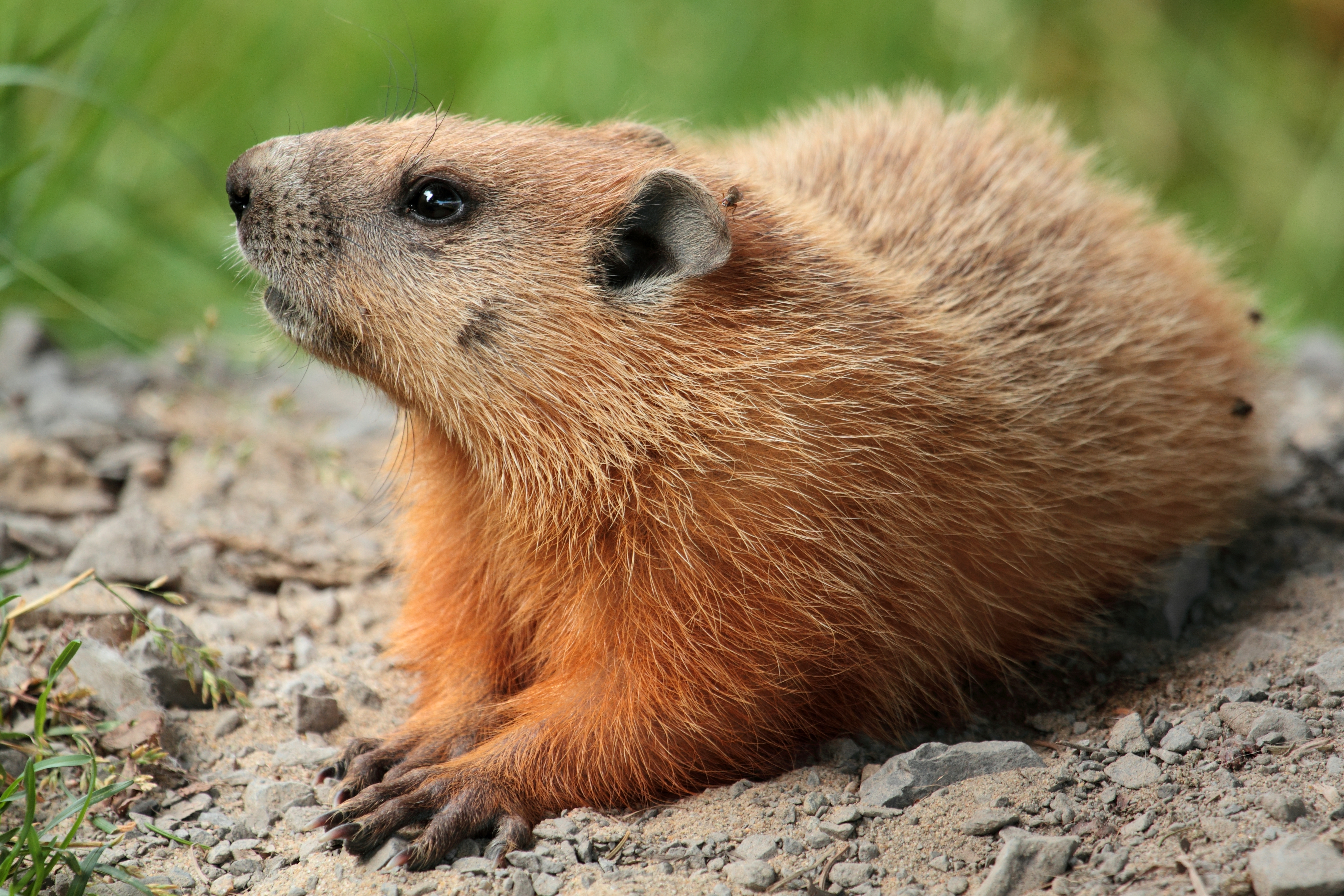
Лесной сурок (Marmota monax). К этому виду относится один из героев картины — панксатонийский Фил

Совместив несколько этих линий, Рубин понял, что нащупал замысел цельного произведения. Идея о герое во временной петле была настолько богатой, что писатель не испытывал недостатка во вдохновении. История создавалась словно сама собой: «я едва успевал записывать всё, что приходило в голову», — вспоминал он. Когда костяк сюжета сформировался, возник важный вопрос: в каком именно дне застрял герой? Понятно, что дата должна быть особенной: день рождения персонажа, Рождество или, быть может, 29 февраля? Тогда сценарист взял попавшийся под руку календарь и обнаружил, что ближайший к 29 февраля праздник — День сурка. Как раз то, что нужно. Событие было тогда не столь известно, не примелькалось на экране. Праздник был независимым и не имел религиозной или политической подоплёки. Рубину доводилось бывать в глубинке, и описание быта захолустного американского городка не составило труда. После выбора даты главный герой естественным образом перенял имя и занятие сурка Фила.
Черновик сценария был создан за несколько недель. В начале 1990 года Рубин завершил работу над текстом набело за четыре дня. Концепция заключалась в том, что Фил проходит через несколько кругов своей однодневной «жизни»: недоумение, развлечение, депрессия, «стадия бога», стадия добра. Всего в сценарии получилось 7 чётко разделённых частей примерно по 15 минут экранного времени. При разработке сюжета сценарист пользовался карточками и доской, на которой рисовал схему отношений персонажей.
Рубин понимал, что получился сценарий совершенно нетипичного фильма, далёкого от условных канонов голливудского жанрового кино. Автор решил, что с такой оформленной структурой может выйти телевизионный фильм, возможно мини-сериал, и показал работу своему агенту. Тот, прочитав, заметил: «Дэнни, две вещи. Первое, это величайший сценарий, который я когда-либо читал. Второе, не думаю, что смогу его продать». Однако агент порекомендовал сразу ориентироваться на полнометражный игровой фильм.

### Препродакшн
В апреле 1990 года авторская редакция сценария была завершена. Рубин разослал рукопись в несколько продюсерских компаний, и работа привлекла внимание. Дэнни вспоминал, как его десятки раз приглашали на собеседования, говорили самые лестные слова, но до контракта дело никак не доходило. Сценарист все больше разочаровывался.

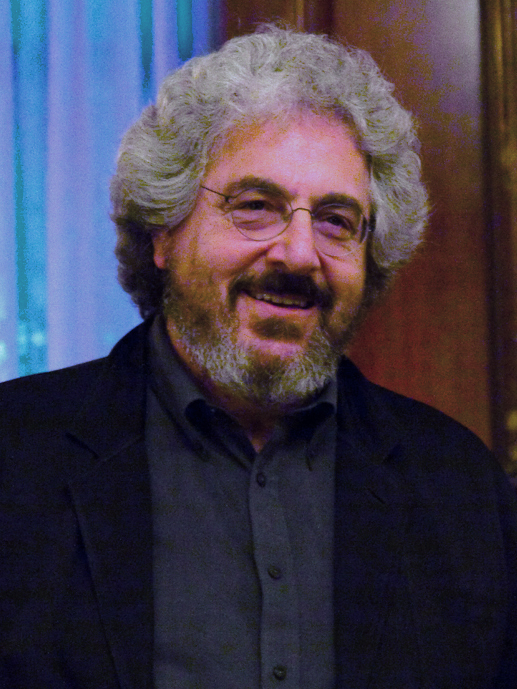
Гарольд Рамис

В числе тех, кому в руки попала работа Рубина, оказался продюсер Тревор Алберт, давний приятель Гарольда Рамиса, сотрудничавший с ним ещё в National Lampoon. После «Гольф-клуба» и «Охотников за привидениями» Рамис приобрёл репутацию создателя лёгких комедий. Теперь он искал себя в более серьёзном жанре — как вспоминал Альберт, требовалось «нечто экстремальное, ломающее барьеры и не похожее ни на что». Начав читать, на десятой странице Тревор остановился, еле оторвавшись от рукописи: «Фантастика!». Тревор немедленно рассказал о сценарии Рамису, однако тот, услышав краткий пересказ, ответил: «Это же концептуальное кино». Тревор предложил Рамису прочитать сценарий в виде сжатого переложения на нескольких страницах, но текст совсем не произвёл на него впечатления. Тревор, однако, заставил Гарольда прочитать полный вариант, и тот, наконец, проникся замыслом, хотя и с большим скепсисом. Сюжет требовал значительной корректировки.
В начале 1991 года был подписан контракт со студией Columbia Pictures. C февраля по июль 1991 прошла основная доработка сценария. Первое впечатление Рубина о выборе режиссёра для будущей картины было скорее негативным. Рамис представлялся ему режиссёром лёгкого жанра и не подходил для реализации замысла, но имя солидной кинокомпании убедило сценариста. Вплоть до последнего момента Рубин держал в уме запасной вариант с независимой студией IRS Pictures, также готовой приобрести права на новый фильм. Однако там ему пообещали весьма скромный бюджет картины, не более 3 млн долларов, и этот вариант так и остался на бумаге.
Сценарий дорабатывали совместными усилиями Рубин, Мюррей и Рамис. Билл настаивал на том, что картина должна получиться более философского плана, Гарольд был сторонником классической комедии. Он не планировал создавать авторское, независимое кино, больше ориентируясь на мейнстрим. Постоянные звонки Билла из Нью-Йорка с различными идеями настолько утомили Рамиса, что он отправил к Биллу сценариста картины, чтобы они вместе отшлифовали текст.
Сюжет по сценарию был драматическим, тогда как история просилась быть более романтической и позитивной. Не устраивала и концепция. Первоначально Рубин не давал объяснение року, преследующему Фила. В доработке сценария, сделанной Рамисом, возник персонаж Стефани, женщины, которую бросил Фил, читающей заклинание проклятия в открывающем эпизоде. Рубин долго убеждал Рамиса в том, что такое объяснение будет лишним и искусственным, но режиссёр и некоторые представители студии опасались, что происходящее будет непонятно зрителю. В спор вмешался директор студии Columbia Марк Кэнтон. Ознакомившись со сценарием, он заметил: «Вам же не нужно это проклятие». В итоге доводы Рубина возобладали и создатели решили отойти от стандартов. Так возникло кафкианское построение — в духе «Процесса» и «Превращения», с необъяснимым роком, преследующим героя. Впрочем, в некоторых источниках, напротив, приводится мнение, что именно режиссёр попросил сценариста убрать ясные причины, вызвавшие временную петлю. Помимо этого, после некоторой дискуссии из сценария фильма удалили даже намёк на то, сколько времени герой находился в петле. В картине первоначально должен был быть голос за кадром, объясняющий происходящее, и своеобразный счётчик дней, которые прожил герой. В сценарии в первом варианте даже упоминался срок в 10 000 лет. Режиссёр от этих деталей отказался. В сценарии были сцены, в которых Фил читает одну за другой книги в местной библиотеке и добирается до последней полки. Эту последовательность убрали, так как она плохо ложилась в комедийный сюжет.
Поменялась вся последовательность изложения событий. В первоначальном варианте, картина начиналась с того, что герой уже находился во временной петле. Фил, едва открыв глаза, начинал подпевать песне, доносившейся из радиобудильника. По замыслу, зрителя должна была удивить его способность предсказывать события. То, что он в Дне сурка, выяснялось много позже. Эта концепция была заменена на естественную последовательность событий. Другое важное изменение — романтическая линия и знакомство с Ритой. В первом варианте увлечение Фила и женские персонажи были второстепенными, и герой знакомился с Ритой уже в Панксатони. Позже эту сцену знакомства как «идеального пикапа» переписали для Нэнси, а Рита стала главным персонажем. Развязка по Рубину была трагичной и несколько запутанной — Рита оставалась на следующее утро вместе с Филом, но только потому, что сама оказалась во временной ловушке. Эта концовка была заменена на счастливый конец.

### Подбор команды и исполнителей
Студия определила, что главную роль в фильме должен сыграть ведущий комедийный актёр. Рассматривая кандидатуры, Рамис не забывал о Мюррее, но не сразу остановил свой выбор на нём. В первом варианте сценария главный герой был молодым человеком в возрасте «двадцати с небольшим лет». Уже ближе к началу съёмок режиссёр заменил его на героя возрастом под сорок, и на этом этапе удачной кандидатурой на роль Фила Коннорса режиссёр поначалу считал Тома Хэнкса. Актёр, однако, оказался занят в «Неспящих в Сиэтле» и предложение отклонил. Позже Хэнкс нисколько не жалел о таком повороте судьбы, считая, что главный герой «Дня Сурка» — «жалкий сукин сын» и не подходил ему по типажу. Другим возможным кандидатом был Чеви Чейз. Работая над сценарием, Рубин представлял себе в главной роли Кевина Клайна. Услышав о том, кого в конечном счёте пригласили на главную роль, сценарист остался в ещё больших сомнениях о перспективах проекта. «Все вокруг были полны энтузиазма. Все, кроме меня», — вспоминал он.
До «Дня сурка» Мюррей, хотя и снимался постоянно, но отметился только в одной крупной драматической роли: в картине 1984 года «Лезвие бритвы». Рамис упоминал о том, что по-настоящему хорошая комедия начинается с трагедии, со страдания, испытываемого героем. Именно поэтому в главной роли так удачно смотрелся Билл Мюррей, который обладает трагикомедийным даром больше, чем любой другой актёр. Режиссёр картины искал актёра, который был бы «милым» и «омерзительным» одновременно. Зритель никак не должен был догадаться, что в концовке Фил преобразится в положительного героя. Всей совокупности требований отвечал только Билл.
Стивен Тоболовски в последний момент «украл» роль страхового агента Неда Райерсона у Курта Фуллера. Актёр отметил нестандартный подход Гарольда Рамиса к пробам. Если другие режиссёры могли вообще не принимать участие в подборе исполнителей, положившись на ассистентов, Гарольд не просто наблюдал за процессом, но и сам был в него вовлечён, став партнёром Стивена и отыграв в пробе роль Фила. Он уже тогда начал объяснять Стивену отношение к эпизодическим ролям. «Комедия похожа на жаркое, а такой персонаж как Нед в ней приправа. Получи удовольствие от игры».
Среди вариантов на главную женскую роль рассматривалась Тори Амос, но в итоге её отдали Энди Макдауэлл, которую режиссёр заметил в ленте «Предмет красоты». «День сурка» стал кинематографическим дебютом для Майкла Шеннона. В качестве статистов и для эпизодических ролей привлекались жители Вудстока. Девочку, которую бесцеремонно вытолкали с музыкальных уроков, сыграла юная местная жительница Анжела Голан. Впоследствии она стала актрисой. Небольшую роль мэра (Фил в концовке делает подавившемуся костью мэру приём Геймлиха) сыграл старший брат Билла — Брайан Дойл Мюррей.

### Выбор натуры
Панксатони находится примерно в 130 км от Питтсбурга, в нём проживает около 6200 человек. К моменту съёмок картины праздник в Панксатони имел более чем вековую историю. 2 февраля 1886 года городская газета рассказала читателям о сурке, который не увидел своей тени и спрятался в нору. До начала 1990-х это была малоизвестная местная традиция, одна из множества в провинциальных городах, и праздник собирал от силы несколько сотен жителей. Тем не менее, сам Панксатони не подошёл, показавшись создателям не слишком киногеничным. Его виды попали в кадр только в маленьком эпизоде, снятом с вертолёта, в котором фургон с героями картины въезжает в пригород в начале картины.

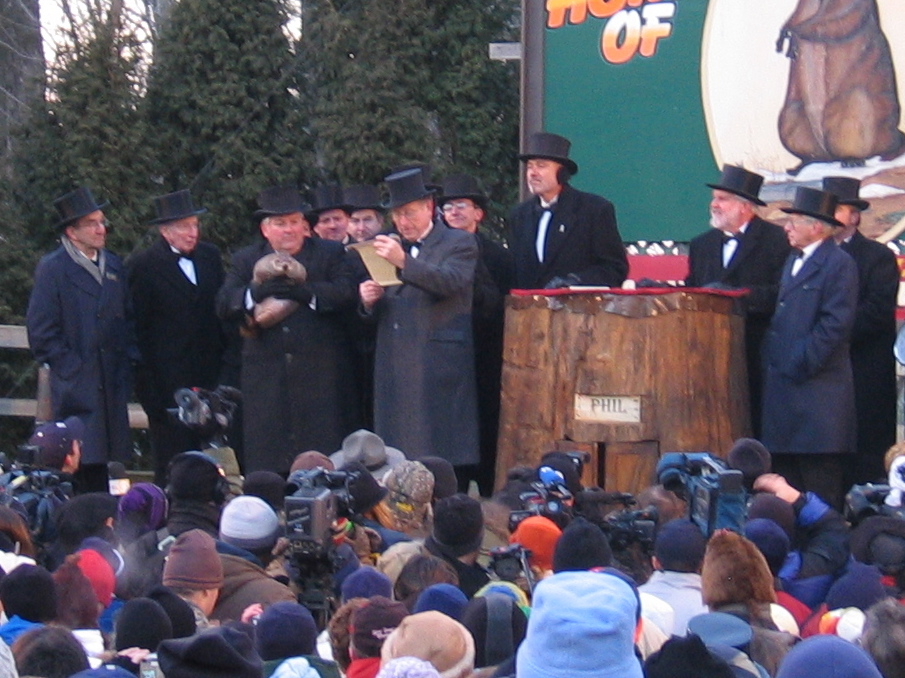
Празднование Дня сурка (2005 год). Панксатони

Подбирая натуру для съёмок картины, Рамис и Мюррей искали небольшой город, похожий на родину сурка Фила, но расположенный в окрестностях Чикаго, поближе к их домам. Скаут-агент Боб Ходжинс сразу предложил Вудсток, где он работал с Джоном Хьюзом над одной из сцен картины «Самолётом, поездом и автомобилем». Вариант понравился не сразу. В декабре 1991 года команда объездила несколько населённых пунктов в Иллинойсе и Висконсине. Будучи в городке Барабу, Рубин зашёл на городскую площадь и его осенило. «Мне нужно то же самое, но поближе к Чикаго», — сказал Рубин Ходжинсу, указав рукой на площадь. В реальности в Панксатони праздник происходит за чертой города, в лесистой местности, на холме под названием Индюшачья горка (англ. Gobbler’s Knob). В картине же действие решили перенести на центральную городскую площадь. Квадрат станет ещё одним символом замкнутого пространства, откуда не может вырваться герой. Рамису по фотографиям очень понравилась небольшая беседка в центре площади Вудстока, органично вписывающаяся в ландшафт. На следующий день Рамис приехал в Вудсток. Через минуту после того, как он вступил на безымянную главную площадь, он сказал: «Вот он — город!».
Площадь получила в фильме аутентичное название Индюшачья горка. Перед началом производства представителям Columbia Pictures пришлось провести длительные переговоры с администрацией Вудстока, которая отказывалась дать разрешение на съёмки. Представители Columbia Pictures договорились о том, что по окончании производства картины в городе будет осуществлён ремонт улиц и тротуаров. Решение о месте съёмок было принято в январе 1992 года. В дальнейшем, с началом производства, режиссёр и команда не испытывали никаких проблем с администрацией и населением.

### Съёмки
По предварительному плану режиссёр собирался запечатлеть в Вудстоке только сцены на площади, непосредственно касающиеся праздника, уложившись в одну неделю. Остальное собирались снять в павильоне в пригороде Чикаго Кристл-Лейк. На деле всей съёмочной группе пришлось выехать в городок и поселиться на несколько месяцев. В феврале 1992 года Рамис и Мюррей в рамках подготовки посетили праздник Дня сурка в Панксатони. Церемония была подробно запечатлена на видео и фотографиях для создания визуальной концепции будущей картины. Будучи в городе и обходя окрестности, режиссёр обнаружил, что в нём работает академия ледяной скульптуры, в которой преподавал известный мастер Рэнди Руперт. Созданные им ледяные образы понравились Рамису и Мюррею и вошли в картину как работы Фила Коннорса. Там же, в Панксатони, в местном небольшом зооуголке, где содержали нескольких сурков для праздника, нашли подходящих грызунов и особенно фотогеничную крупную особь, весом 30 фунтов. Историю о том, что сурок якобы укусил Мюррея в одном из дублей сцены прыжка в пропасть, продюсер Тревор Альберт назвал городской легендой. «Впрочем, — заметил он, — не вздумайте заводить сурка в качестве домашнего животного». Брюс Фретт (NY Times) в воспоминаниях о съёмках подтверждает, что грызун укусил актёра за руку, что впоследствии сильно вывело его из себя. «Сурок начал точить на меня зуб с первого дня» — вспоминал актёр.

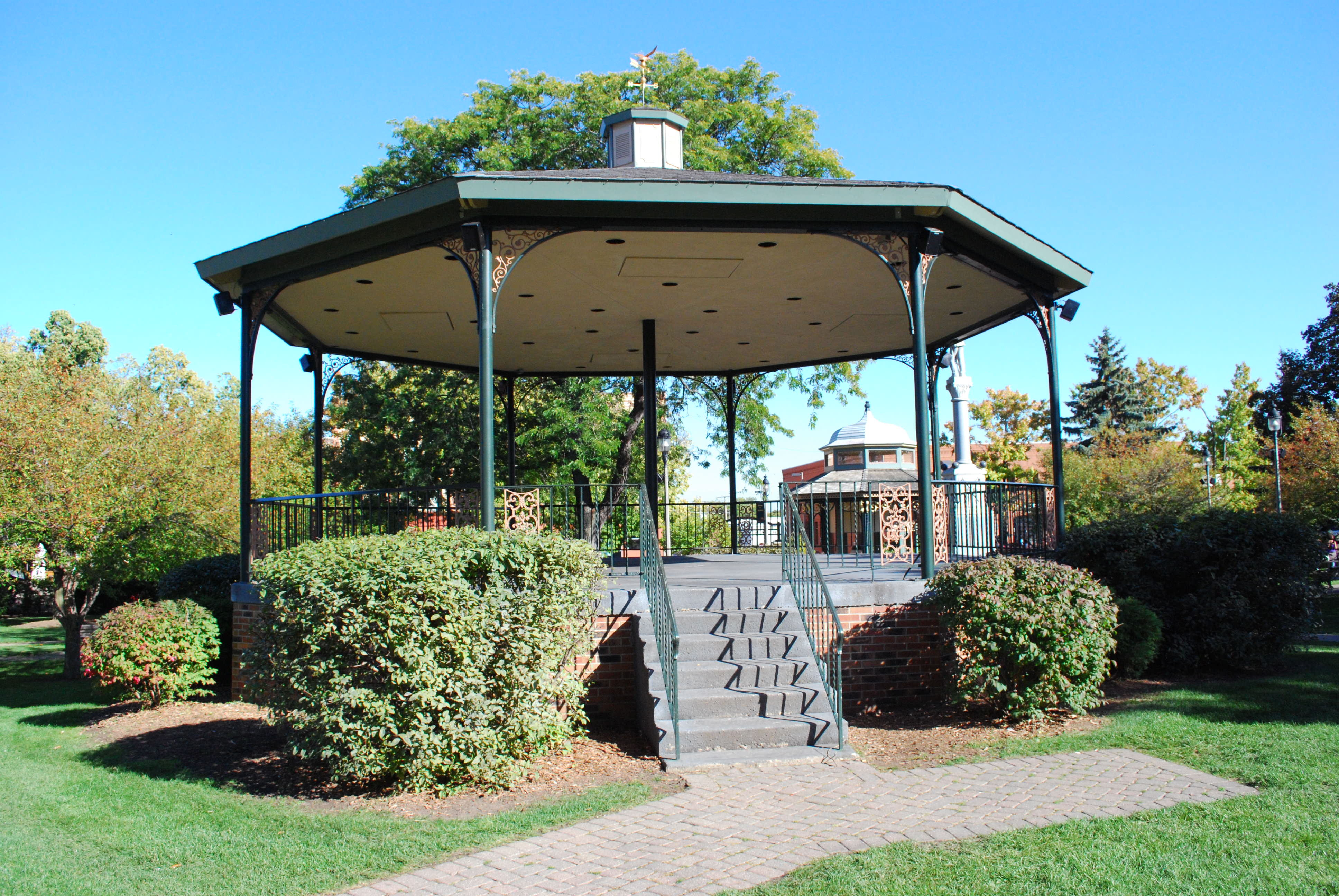
Беседка. Центральная площадь. Вудсток

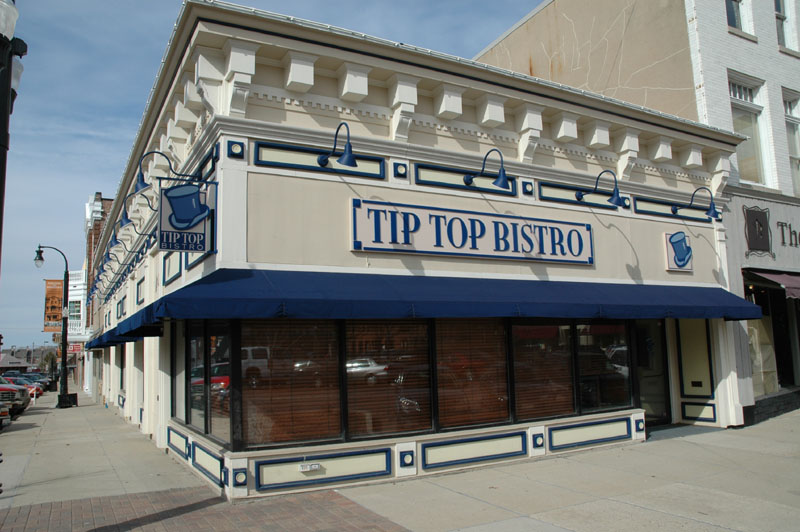
Tip Top Cafe было построено на месте заброшенного магазина.

В феврале 1992 года началось возведение декораций на главной площади Вудстока. Украшать городской пейзаж перед съёмками помогали местные школьники. По большей части для натурных съёмок и в качестве интерьеров использовались улицы и здания Вудстока. Практически весь городок стал большой съёмочной площадкой. Только внутреннее убранство Cherry Inn (гостиничный номер Фила, коридор и столовая) было воссоздано в павильоне в Кристл-Лейк, тогда как все остальные павильонные сцены были сняты внутри зданий Вудстока. Пансионом-гостиницей Cherry Inn, где остановился Фил, стал дом на углу Мэдисон-стрит и Фриман-стрит. В сцене, когда Фил выглядывает в окно своего номера, использован настоящий вид из окна на Мэдисон-стрит. Заведением Tip Top Cafe, где разговаривали Фил и Рита, стал заброшенный магазин, в котором построили декорации кафе. Соло на клавишных в сцене бала Фил исполнил в здании Woodstock’s Moose Lodge на Касс-стрит. Woodstock Opera House перевоплотился в Pennsylvanian Hotel, место постоя Риты и Ларри. С этого же здания, с верхнего этажа, прыгнул вниз головой Фил Коннорс (Мюррея подменял каскадёр). Лужа, в которую несколько раз наступал Фил, находилась в районе дома № 108 по Касс-стрит. Ныне место отмечено мемориальной табличкой.
Съёмки картины начались 18 марта 1992 года и продлились до июня. Съёмка осуществлялась на 35-мм цветную плёнку в системе Panavision, соотношение кадра 1,85:1. Весна, хотя и была холодной, осадками не баловала, и в кадре большей частью появлялся искусственный снег. Его создавали всеми известными способами. Для сцен, где Фил и Рита играют в снежки, использовался снег, изготовленный при помощи пушки. В остальных случаях прибегали к пожарной пене и вате. Иногда улицы города поливали с тем, чтобы за ночь вода подмёрзла. Впрочем, в знаменитой финальной сцене, когда Фил выглядывает в окно и встречает «завтра» 3 февраля, запечатлён настоящий снег на Мэдисон-стрит. Массовку картины набирали из жителей города, которые относились к идее сняться в кино без особого энтузиазма. Сцены праздника на площади Индюшачья горка снимались в морозные дни, и статистам пришлось дополнительно доплачивать отдельно за каждый день. Мёрзли и актёры. Энди Макдауэлл вспоминала, что она и некоторые другие актёры позволяли себе добавлять в горячее какао немного шнапса.

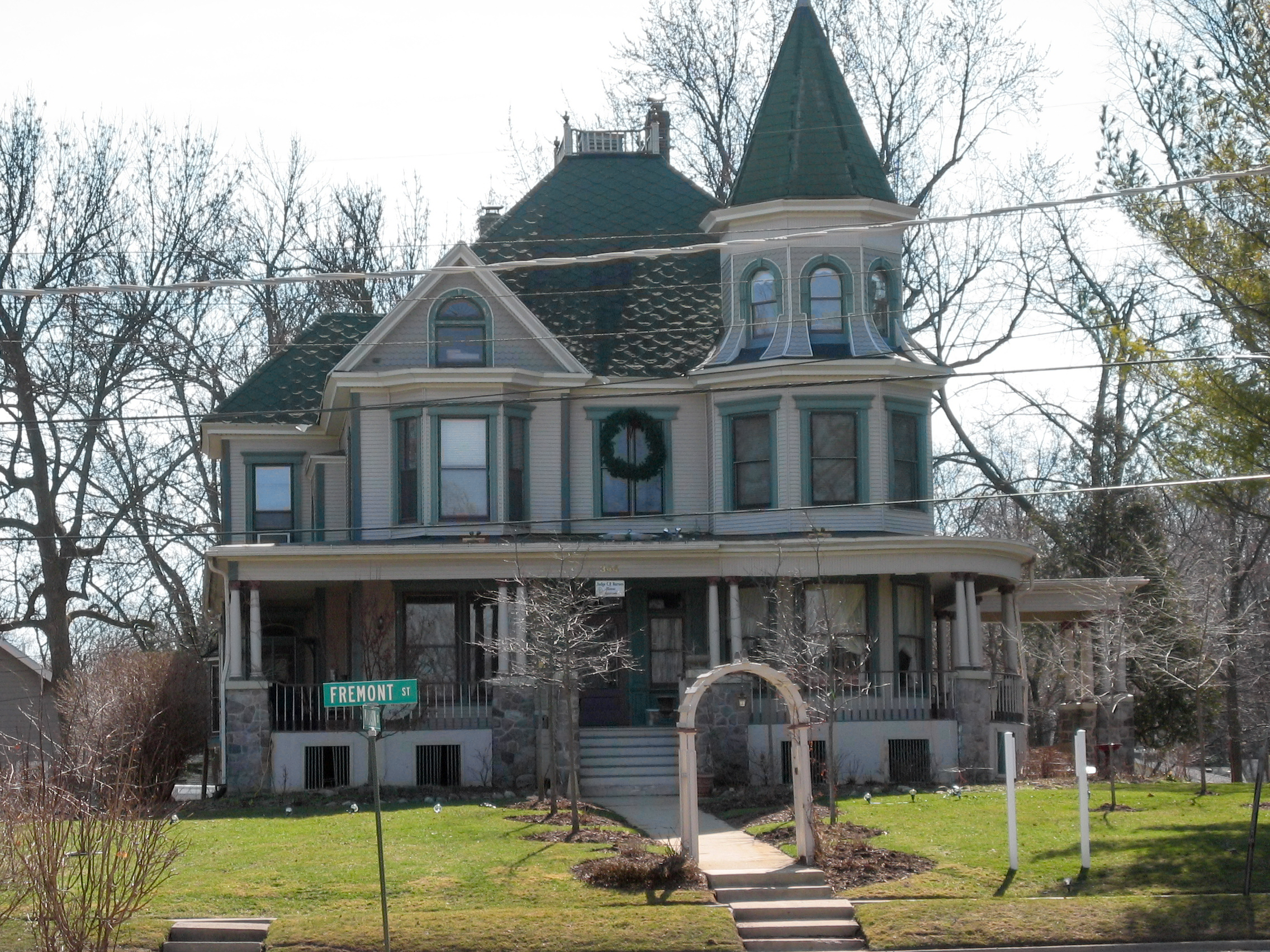
Cherry Tree Inn, гостиница Bed and breakfast, в которой остановился главный герой

Изменения сценария продолжились и во время съёмок. Рубин был из тех писателей, кто философски относится к неизбежным доработкам, когда дело доходит до реализации. Сценарист вместе с командой поселился в Вудстоке, принимал участие в подготовке мизансцен, в постоянных спорах. Он признавался, что уже «не видит за деревьями леса». Сценарий настолько сильно изменился, что он не представлял себе, каким будет результат. Так, в первоначальной редакции Фил Коннорс, осознав безнаказанность своих поступков в течение дня, громил гостиничный номер до полного хаоса. Он распиливал кровать бензопилой, раскрашивал стены гостиницы баллончиком с краской и стригся под ирокез. Гарольд Рамис полностью отснял этот технически сложный, дорогостоящий эпизод, который потребовал несколько дублей и неоднократного полного восстановления номера Фила в первозданном виде. Затем режиссёр отказался от данного варианта. Сломанный карандаш, который Фил находит утром на будильнике целым, — знак того, что герой всё ещё в Дне сурка

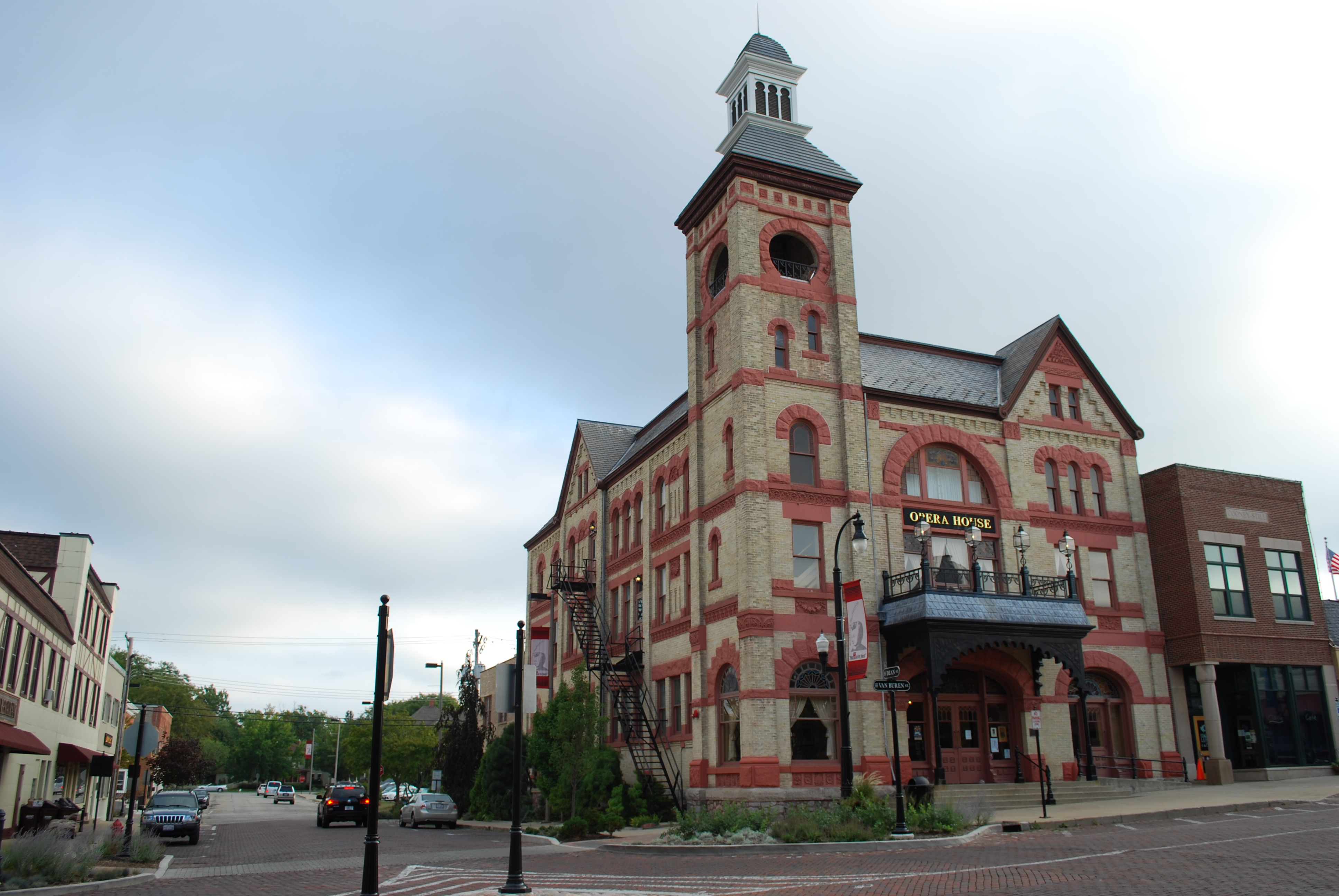
Здание Opera House, с которого в фильме прыгает главный герой. Вудсток

Энди Макдауэлл описывала режиссёра Гарольда Рамиса как очень мягкого и отзывчивого человека, никогда не повышавшего голос на свою команду, высокого профессионала и интеллектуала. На площадке обычно присутствовала его супруга и дети, и он не возражал против того, чтобы и другие члены съёмочной группы привозили свои семьи. Расположение Вудстока (около 100 км от Чикаго) такому подходу только способствовало. Сам процесс съёмок происходил без суеты, и был схож с игрой.
Основные сложности у режиссёра возникли с исполнителем главной роли. Отдаление происходило постепенно. Началось всё с того, что примерно за 6 недель до запланированного начала съёмок Мюррей при согласовании расписания заявил, что сценарий требует дальнейшей доработки. Команда шлифовала его уже полтора года, в чём участвовал и сам Билл. Рамис ответил, что времени на это нет и производство стартует по расписанию. Для Мюррея, переживавшего тогда тяжёлый развод, это был сложный момент в жизни. Вёл он себя крайне непрофессионально: постоянно опаздывал, мог исчезнуть на несколько дней, никого не предупредив. На съёмочной площадке он спорил с режиссёром, высказывая собственное мнение о сцене. При этом участие в картине Билл принимал очень близко к сердцу и постоянно предлагал изменения к сценарию. Он мог позвонить среди ночи Рамису и поделиться тем, как он видит очередной эпизод. Перед началом работы над новой сценой он спрашивал режиссёра: «Какой здесь должен быть герой — плохой Фил или хороший Фил?». Несколько сцен вошли в картину именно в его редакции. Так, сцена, в которой Фил разговаривает с заснувшей Ритой, возникла по мотивам некоторых историй из семейной жизни Мюррея. Комментарий Фила по поводу первой встречи с Недом Райерсоном — «на меня напала гигантская пиявка» — был придуман Мюрреем.
Финальная сцена картины, в которой герои просыпаются утром 3 февраля в одном номере и одной кровати, потребовала около 25 дублей. Рамис никак не мог найти правильное решение. Была ли между героями близость, лежат ли они в пижамах или раздетые? После долгих раздумий, режиссёр собрал всю съёмочную группу фильма, включая ассистентов и техников, и выслушал по возможности все мнения. В итоге в картину вошёл самый пуританский вариант. Герои просыпаются в одной постели, но одетыми.

### Завершение съёмок и монтаж
Всего в картине показано 42 повтора Дня сурка (при этом понятно, что за кадром осталось неизвестное количество прожитых героем дней). Основная трудность при монтаже возникла со своеобразным форматом мизансцен, которые постоянно повторялись. Необходимо было воспроизводить сцены почти одинаково с мелкими изменениями. Особенно это было важно для второстепенных героев. Актёры второго плана должны были играть каждый новый эпизод немного иначе, с теми мелкими коррективами, что случились из-за изменившегося поведения главного героя. Повторяющиеся сцены обычно и снимались подряд. За их точностью специально следил ассистент режиссёра Майк Хелли. Идея сцены с пожилым бездомным, которого безуспешно пытается спасти Фил, не нравилась руководству студии. Рамис настоял на том, что сцена должна остаться, чтобы показать, что главный герой не всесилен.
После финального монтажа была переснята только одна сцена. В первой редакции начало картины было довольно кратким. Режиссёр решил его расширить, полагая, что картине нужна более развёрнутая преамбула, и, в частности, добавил сцены с синим экраном метеоролога, с которым играет Рита. Собственно, это единственный визуальный эффект в картине с фантастическим сюжетом. Также были сокращены сцены с созданием Коннорсом ледяных скульптур. Окончательный монтаж, по отзывам Рубина, с первой попытки устроил и режиссёра, и автора сценария, и студию — очень редкий случай в кинематографе.

### Бюджет, прокат, издания
Выход картины на экраны совпал с событиями, связанными с приобретением Columbia Pictures корпорацией Sony и некоторой сменой руководством кинокомпании художественной парадигмы. «День сурка» стал одной из последних лент, которые открывает старый логотип студии. Следующий кадр фильма сразу после логотипа — мешанина из облаков. В новом логотипе руководство как раз захотело увидеть факел статуи Колумбии словно появляющимся из облаков. Этот вариант можно увидеть, например, в ленте 1993 года «Последний киногерой». Аналитики впоследствии ассоциировали это забавное стечение обстоятельств со сложными временами, которые пришлось пережить студии. В 1992 году компанию возглавил Марк Кэнтон, который выступил с инициативами, связанными с уменьшением издержек на создание картин и поиском нестандартных решений. Он лично курировал производство ставших успешными «Дня Сурка» и «На линии огня», символизировавших новые времена для кинокомпании.
В связи с появлением рейтинга PG-13 в портфеле студии стали преобладать детские и семейные фильмы, не бросающие открытый вызов классическим ценностям. Относительно недорогая в производстве картина с внешне семейным, бесконфликтным сюжетом хорошо вписалась в концепцию начала 90-х годов. Сурок в качестве символа картины в рекламной кампании также был весьма к месту. Картина вышла на экраны в «межсезонье», 12 февраля 1993 года — не самое удачное время для проката и внимания институтов кинонаград. Некоторые сложности возникли с прокатом за пределами США, так как студия-дистрибьютор опасалась, что оригинальное название ничего не скажет жителям других стран. В Бразилии картину назвали «Проклятое время» (порт. Feitiço do Tempo), в Испании «Ловушка времени» (исп. Atrapado en el tiempo). Она продемонстрировала достаточно высокие, хотя и не выдающиеся прокатные показатели. В открывающий уик-энд лента собрала 14,7 млн долларов на 1640 экранах, став лидером рынка по этому показателю. Картина имела такие многообещающие отзывы «сарафанного радио», что стартовала в прокате на большем количестве экранов, чем потенциальный хит сезона «Последний киногерой» с Арнольдом Шварценеггером (в дальнейшем провалившийся в прокате). Общие домашние сборы комедии в США и Канаде составили 70,9 млн долларов при бюджете 14,6 млн долларов.
В 2002 году было осуществлено первое издание на DVD. В 2008 году, в ознаменование 15-й годовщины выхода на экраны, было подготовлено специальное Blu-ray издание. Оно содержит удалённые сцены, среди которых наиболее продолжительной стала сцена игры в пул, в которой Фил Коннорс демонстрирует сверхспособности. Дополнительные материалы содержат интервью с Дэнни Рубином.

### Последующие события
«День сурка» — один из лучших сценариев за всю историю кино. Но никому и в голову не пришло номинировать его на «Оскар».
После съёмок Мюррей и Рамис больше не работали вместе и практически не разговаривали больше двадцати лет. Близкие им люди так и не могли прокомментировать, что же конкретно стало причиной размолвки. Помирились они только перед самой смертью Рамиса, когда он уже был неизлечимо болен. Билл Мюррей развёлся с Маргарет Келли в 1996 году. К моменту начала съёмок у Мюррея продолжались отношения с костюмером картины «День Сурка» Дженнифер Батлер. В 1997 году они поженились и в 2008 году развелись.
Единственная значительная премия, завоёванная картиной — BAFTA за лучший сценарий. Несмотря на отличные отзывы прессы, комедия не получила ни одной номинации на «Оскар». Одна из причин — неудачное время выхода на экраны и известная нелюбовь киноакадемии к жанру комедии. Всенародная популярность и статус классики пришли к картине постепенно, спустя несколько лет. «День сурка» стал своего рода водоразделом в творческой биографии Мюррея. Его стали значительно чаще приглашать в картины, особенно в мелодрамы, но актёра больше интересовали трагикомические и абсурдные роли. Его последующие роли, в том числе в «Академии Рашмор» и «Трудностях перевода», несут черты характера Фила Коннорса. Для Гарольда Рамиса, по мнению Мэри Уильямс, картина так и осталась вершиной в творческой биографии, и он попал бы в список великих режиссёров, даже сняв только её. «День сурка» положил начало серии своего рода «комедий воздаяния» в творчестве режиссёра — «Множество», «Анализируй это», «Ослеплённый желаниями». Впрочем, «День сурка» не спас президента Columbia Марка Кэнтона от критики из-за кассовых неудач «Последнего киногероя», «Джеронимо» и других картин. В 1996 году Марк Кэнтон был уволен со своего поста.

## Характеристика

### Жанр и сюжетно схожие произведения
Отдельные источники относят картину к жанру фантастики, хотя единодушия на этот счёт нет. Поскольку в картине никак не объясняются причины событий и герой, в сущности, никак не может повлиять на их развитие, нередко западные специалисты относят картину к жанру фэнтези. Обозреватель Slant Magazine отнёс картину к экзистенциальным мелодрамам.

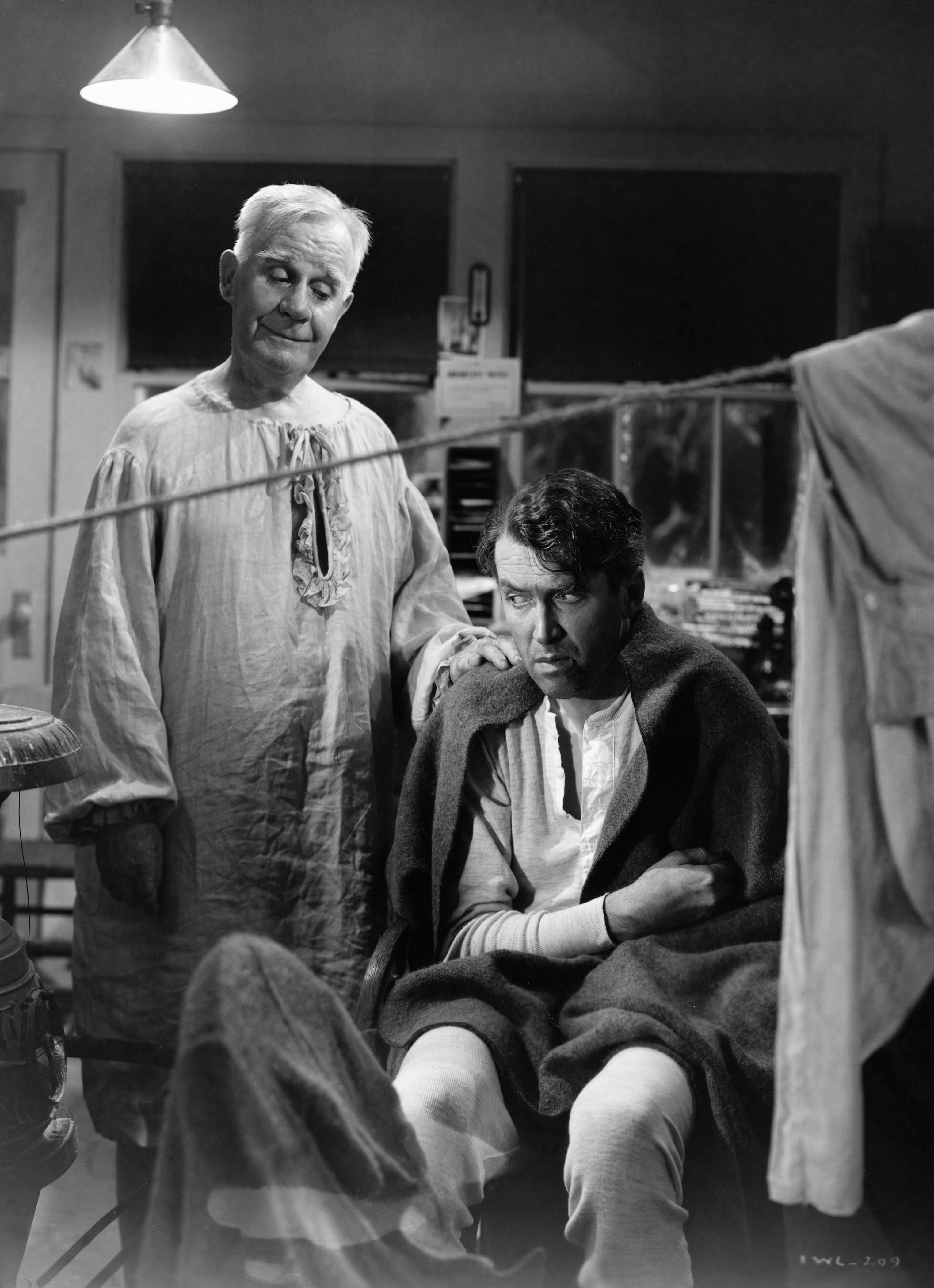
В картине «Эта прекрасная жизнь» даётся объяснение сверхъестественным событиям. Главный герой и его ангел-хранитель

Идея картины вовсе не оригинальна — возможность дать главному герою пережить во временной петле или в альтернативном времени реинкарнацию описана во многих произведениях. Испытания героя можно рассматривать, как вольное переложение «Рождественской песни» Диккенса, популярного и многократно обыгранного сюжета в западной культуре. В интерпретации Рамиса история выглядит совсем не такой морализаторской и консервативной, как у Диккенса. В картине «Эта прекрасная жизнь» герой, перенесённый ангелом в альтернативное время, переживает похожие приключения. Фильм Фрэнка Капры Рамис упоминал как один из своих источников вдохновения. В серии фильмов «Назад в будущее» герои также строят «идеальный день», дабы вернуться в ту реальность, которая им необходима. Тема временной петли весьма популярна и хорошо разработана в научно-фантастической литературе. Так, например, писатель Леон Арден в 1981 году опубликовал роман «Дьявольская дрожь» о человеке, застрявшем в одном дне. Впоследствии Арден безуспешно пытался судиться с Columbia Pictures, которую обвинял в плагиате. Популярен в литературе и кино также сюжет, в котором герой снова и снова переживает значительный отрезок своей жизни: «Повтор» Кена Гримвуда, «Подробности жизни Никиты Воронцова» С. Ярославцева, «Пегги Сью вышла замуж» Копполы, «Зеркало для героя» Владимира Хотиненко. В эпизоде «Игра тени» сериала «Сумеречная зона» преступник, ожидающий смертной казни, переживает снова и снова день приговора.
Наиболее идейно близким к фильму считается рассказ Ричарда Лупоффа «12:01» 1973 года и одноимённая экранизация, лишь немного отличающаяся сюжетом и вышедшая на экраны, как и «День сурка», в 1993 году. В картине «12:01» весь мир попадает в петлю, но только главный герой Барри Томас осознаёт происходящее, так как сохраняет воспоминания о предыдущих днях. «12:01» близок к «Дню сурка» и сюжетным построением, напоминающим компьютерную игру в жанре квест, когда герою необходимо правильно пройти весь день, выполнив все задания. Сходство и в наличии романтической линии. По воспоминаниям Лупоффа, это вызвало 6-месячные судебные разбирательства, завершившиеся соглашением сторон. Ключевое различие двух произведений в том, что герой «12:01» фокусируется на том, какие именно силы заставляют день повторятся вновь и вновь. Обнаружив причину, Барри разрывает круг. В картине Рамиса природа сверхъестественных сюжетных событий так и остаётся непонятной для зрителя. Поэтому, как пишет немецкий литературовед Мартин Херман, «День сурка» можно считать разновидностью внутреннего квеста, поиска героем самого себя, тогда как «12:01», скорее, квест классический внешний. Схожие по настроению картины «Назад в будущее» и «Эта прекрасная жизнь» давали ясное для зрителя объяснение фантастическим событиям. В картине Луиса Бунюэля «Ангел-истребитель» проклятию, насланному на героев, тоже не даётся объяснения. Прибывшие на вечеринку гости по непонятной причине не могут покинуть комнату, и сила, которая удерживает их на месте, оказывается страшнее смерти.

### Сюжет и сценарий
Дэнни Рубин рассказывая о сценарии, писал: «Это всё ещё Голливуд. Вовсе не Бунюэль». Будучи построенным в духе мейнстрима, по условным канонам мелодрамы, «День сурка», тем не менее, не является мелодрамой в привычном смысле. Фильм экспериментирует с формой в духе Бунюэля, Кьеслевского и Дэвида Линча. 1990-е годы — время вольного обращения с нарративом. Экранное время, по словам психоаналитика и кинематографиста Кристофера Хауке, течёт так, как посчитает нужным режиссёр: петлёй, несколькими альтернативными путями, в будущем, прошлом и даже вспять (характерным примером является «Помни»).
Сюжет обыгрывают тему временной петли, но внутри каждого повтора время течёт линейно и в целом история имеет поступательное развитие. Герой в многочисленных повторах постепенно проходит несколько стадий существования. Вначале он испытывает недоумение и непонимание. Затем наступает осознание отсутствия последствий любых поступков. После — разочарование и депрессия. Ключевой становится встреча с Ритой и «сцена бога», после которой герой постигает, где лежит путь к его спасению. Стадии, через которые проходит герой, хорошо соотносятся с известной в психиатрии моделью Кюблер-Росс, которая рассматривала реакцию пациентов на сообщение о смертельной болезни. В этой модели пациент проходит через 5 стадий: отрицание, злость, торг, депрессия, принятие .
Повторяющиеся эпизоды дня проходят по определённым точкам, которые становятся хорошо знакомы зрителю — пробуждение, песня по радио, человек на лестнице, хозяйка гостиницы, завтрак и так далее. На первый взгляд, должно быть скучно смотреть одно и то же, но находка создателей фильма в том, что зритель начинает сопереживать герою, который каждый раз слегка меняет ход событий. Зрителю интересно построение «что-если», возникающее в подобных конструкциях, невозможных в реальной жизни — моделирование ситуации и проигрывание её снова. Сложно догадаться, какое событие, большое или малое, изменит жизнь героя. Любая мелочь может повлиять на исход. Терри Джонс отмечал: «Когда пишешь сценарий, стараешься избегать повторов. Здесь же на них все основано».
Сюжетный ряд картины наглядно иллюстрирует теорию хаоса и динамических систем. Точка бифуркации возникает в системе, когда малое возмущение в необходимом месте и времени приводит к большим изменениям в неустойчивой системе. Герой картины ищет то изменение, которое он должен осуществить, чтобы перейти на следующий уровень — то есть в следующий день. Первое небольшое изменение, которое он пытается сделать — сломанный карандаш. Фил инстинктивно проверяет выполнение закона энтропии — система не вернётся сама назад в организованное состояние. Тем не менее, наутро карандаш появляется на месте целым. Фантастически развивающийся сюжет с бесконечным повторением даёт создателям возможность построить сюжет совершенно нестандартно. Часто в фильмах можно наблюдать сохраняющего убеждения героя в изменяющемся обществе, новой истории на переломе времен. Здесь же развитие происходит наоборот: в «Дне сурка» окружающая персонажа действительность, если на неё не влиять, не меняется. Приходится меняться самому герою.
Джилл Чемберлен в своём учебнике разобрала сценарий картины, как образцовый для классического трёхактового построения. Три акта драмы или комедии, по Аристотелю, условно включают осложнение, кризис и разрешение. Первую и вторую часть разделяет «точка невозврата», после которой герой становится вовлечён в кризисную ситуацию. Герой хочет пережить ненавистный для него день 2 февраля, но желание не сбывается. Точка невозврата связана с желанием героя. Далее герой-протагонист начинает движение к разрешению кризиса, но ему необходимо преодолеть «ловушку» — временную петлю. Рубин и Рамис своим сценарием иллюстрируют один из основных принципов — повествовать историю, а не ситуацию, чем нередко грешат начинающие авторы сценариев. В историю вовлечён протагонист в лице Фила Коннорса. Один из приёмов, которым можно проверить соответствие героя и истории — это попробовать поставить вместо него в качестве центрального другого персонажа картины (например, Риту) и мысленно разыграть с ним ту же драму. Полноценно история складывается только с таким персонажем как Фил.

### Временная петля
«Страданье — это одно нескончаемое мгновенье. Его нельзя разделить на времена года. Мы можем только подмечать их оттенки и вести счёт их возвращениям. Здесь само время не движется вперёд. Оно идёт по кругу. Оно обращается вокруг единого центра боли. Парализующая неподвижность жизни, в которой каждая мелочь имеет своё место в неизменном распорядке,— мы едим, пьём, выходим на прогулку, ложимся и молимся — или, по крайней мере, становимся на колени для молитвы — согласно непреложным законам железных предписаний: это свойство неподвижности, сообщающее каждому ужасному дню полнейшее сходство с его  собратьями, словно передаётся и тем внешним силам, которым по самой их природе свойственны бесконечные перемены».

Suffering is one very long moment. We cannot divide it by seasons. We can only record its moods, and chronicle their return. With us time itself does not progress. It revolves. It seems to circle round one centre of pain. The paralysing immobility of a life every circumstance of which is regulated after an unchangeable pattern, so that we eat and drink and lie down and pray, or kneel at least for prayer, according to the inflexible laws of an iron formula: this immobile quality, that makes each dreadful day in the very minutest detail like its brother, seems to communicate itself to those external forces the very essence of whose existence is ceaseless change.
При анализе картины напрашивается сравнение с известными картинами, обыгрывающими тему временной петли («Беги, Лола, беги») или многократного повторения одной истории, но с разных точек зрения («Расёмон»). В них рассматривается исключительное событие (преступление и убийство человека). В «Дне сурка» 2 февраля в Панксатони, кроме праздника, ничего особенного не происходит. Герой проживает свой обычный день. Тем не менее, для Фила Коннорса день становится особенным. Время в картине протекает по-разному с точки зрения главного героя и всех остальных. Так, для окружающих Фила его чувства к Рите — любовь с первого взгляда, внезапное увлечение. Для Фила их чувства проживают целую жизнь. Начиная от лёгкого флирта с привлекательной женщиной, Фил постепенно раскрывает для себя всю глубину характера Риты.
Комедия стала аллегорией самого процесса создания фильма. Сюжет картины также схож с компьютерной игрой, в которой игрок вновь и вновь проходит один уровень, умирает и возрождается вновь, пытаясь закончить его безупречно. Бесконечные повторы одного дня и подобных ситуаций в попытке построить «идеальный день» — аналогия процесса съёмок и множества дублей в погоне за совершенством. Простой повтор одной и той же схемы не даст результата, необходимо вносить изменения. Концепция постепенного исправления всех ошибок делает «День сурка» хорошей иллюстрацией для эконометрики. Формирование абсолютно точной цены на товар в рамках парадигмы Мизеса-Хайека возможно только при наличии полной информации для игроков на рынке, чего в реальности не бывает.
Коннорс сам становится зрителем и режиссёром действия, которое протекает на экране. События похожи на фильм в фильме, с той лишь разницей, что Фил, словно невидимый бог или режиссёр, может на них влиять. Встреча с пожилым бомжом и попытка спасти его становится решающим моментом. Он не может умереть сам и не может спасти старика, которому суждено умереть. Герой «почти Бог» (или бог со строчной буквы), но он ничего не может сделать со смертью, и это определяет границу возможностей Фила Коннорса.
В первой части картины герой, осознавший безнаказанность своих поступков, играет с Днём сурка, пробует разные варианты развития событий. Мотив игры, бесконечные попытки усовершенствовать свои способности красной нитью проходят через весь сюжет. Задача героя — сломать правила. Он не знает их природу, но пробует все варианты, выходя за рамки стандартного поведения. «Ограбление» инкассаторской машины — разновидность игры. Присутствует любовное увлечение — интрига с Нэнси. Даже на стадии глубокой депрессии, когда ему все смертельно надоедает, Фил привычно продолжает участвовать в телевизионной игре Jeopardy!. Словно развлекаясь, он пытается ухаживать за Ритой, увлекается этим, но подобрать ключи к характеру девушки оказывается непросто. Высшей точкой становится «сцена бога» — протагонист дошёл до последнего уровня в этом своеобразном квесте, но он ещё не закончен. Следует стадия трансформации, полного преображения. Финалом становится идеально пройденный день, когда все, кто мог быть спасён, оказались спасены, и история разрешается аукционом — розыгрышем самого героя. Его символически выигрывает и выкупает Рита, тем самым избавляя от проклятия.

### Образ главного героя
Предыдущие роли Мюррея в лентах «Гольф-клуб» и «Добровольцы поневоле» сформировали привычный для раннего творчества актёра образ: эксцентричного, острого на язык героя, с характерным выражением лица — маской Мюррея. Негативный поначалу персонаж трансформируется в позитивную сторону. Даже вполне положительный Питер Венкман из «Охотников за привидениями» в начале этого фильма не лишён многих отрицательных черт, он явный лгун и бабник. Образ, созданный Мюрреем в «Новой рождественской сказке», особенно близок к Филу Коннорсу. События сверхъестественного толка способствуют переменам в характере зачерствевшего душой руководителя телекомпании, не замечающего проблем простых людей.

Сцена в кафе. Фил (Билл Мюррей) и Рита (Энди Макдауэлл). Фаза «удовольствия» главного героя. Важный визуальный элемент картины — часы

В дебюте картины зритель знакомится с Филом Коннорсом, синоптиком на одном из каналов Питсбурга. Герой — циник и мизантроп, не скрывающий своих взглядов от коллег. Как только заканчивается трансляция и выключается камера, из обаятельного ведущего он мгновенно превращается в саркастичного эгоиста, равнодушного к своей работе и окружающим. «Люди — идиоты», — сообщает он Рите по пути в Панксатони. Знакомые за глаза иронически называют Фила «примадонной». Синоптик на телевидении — в американском комедийном кинематографе расхожий образ и мишень для шуток. Эта традиция, берущая своё начало от «Лос-анджелесской истории» со Стивом Мартином, продолжается в «Дне сурка» и «Синоптике». Обыгрываемый подтекст: синоптик — не самая главная позиция в телевизионной табели о рангах. Герой и сам понимает, что находится на вторых ролях, и подумывает о смене работы.
Провожая Фила в поездку, коллеги напутствуют его «постарайся получить удовольствие от поездки». Но Фил едет в Панксатони помимо воли (уже четвёртый раз), так что пожелание выглядит издёвкой. День сурка складывается нарочито неудачно. Покинуть городок из-за снежной бури не представляется возможным. Предсказание грызуна, продлившего зиму ещё на 6 недель, оказалось точнее, чем прогноз человека. Вечером Фил отказывается пойти на праздничный ужин, а Рите на вопрос, чем он займётся, отвечает, что ляжет пораньше и почитает на ночь журнал Hustler. Герою явно придётся задержаться в городке надолго. «Хотите сделать плохой день ещё хуже — повторите его бесчисленное число раз» — так комментировал сценарий Гарольд Рамис.
Осознав, что из временной коллизии легко не выбраться, герой решает, что делать дальше. Посещение Филом семейного психиатра и доктора в первой части картины показывает, что происходящее не является психическим отклонением или патологией. Отказ доктора помочь демонстрирует бессилие науки. Фил Коннорс обращается к медицине, но не призывает на помощь высшие силы. Он не пытается пообщаться со священником. Следуя своим эгоистическим наклонностям, Фил Коннорс несколько раз намекает в течение фильма, что он сам высшее существо. В начале картины, споря с полицейским на дороге, герой бросает: «Я делаю погоду» («I make the weather»). Затем утверждает «Я — бог» (что звучит почти как богохульство). После недоумения и осознания происходящего, Фил пытается получить удовольствие от ситуации. События не имеют последствий: выпивка не закончится похмельем, авария — арестом. Фил может манипулировать людьми и даже играть с ними, как ему понравится. Стадия «удовольствия» или «без последствий» иллюстрируется в картине эпизодом в кафе, в котором главный герой предаётся чревоугодию и сообщает удивлённой Рите, что его теперь ничего не волнует в жизни: «Мне даже зубы чистить не обязательно». Однако быстро выясняется, что возможности и власть над людьми ограничены этим «раем для эгоиста». По драматической иронии, Коннорс действительно становится своеобразным центром небольшой вселенной. Все крутится вокруг него. Герой осознаёт, что попал в своеобразное чистилище для эгоиста и нарцисса, привыкшего к тому, что он — Фил Коннорс — центр мироздания. Наступает разочарование, равнодушие к происходящему, депрессия. Фил полагает, что никакие усилия не разорвут проклятую петлю.
Здесь картина принципиально расходится с голливудским мейнстримом по самой природе сюжета. В сюжете нет антагониста, и Фил борется с нематериализованными загадочными силами и с самим собой. Ему предстоит решить свою проблему в одиночку. У него нет обычных в фильмах помощников или союзников. Даже сочувствующая Рита ничем не может помочь. Тем не менее именно её слова «Фил, быть может, это не проклятие. Зависит от того, как ты на это смотришь» («Phil, Maybe it’s not a curse. Just depends on how you look at it») становятся катализатором. С этого момента Фил определяет себе цель. День сурка перестаёт быть для него проклятием. Свои сверхспособности герой направляет на самосовершенствование и добрые поступки. В известном смысле то, что произошло с героем — случай успешной психотерапии. Бесконечные повторы показали самому герою, что именно в его жизни не так и где ему нужно измениться. Он начинает делать то, что большинство зрителей откладывает на завтра всю жизнь. Многие романтические комедии сюжетно близки к сказкам. Протагонисту приходится преодолеть испытания и освободить от проклятия «принцессу». «День сурка» и здесь инвертирует привычный сказочный сюжет. Коннорс освобождает своими добрыми поступками по отношению к случайным встречным «принцессу» Риту от «заклинания», лишающего памяти, хотя это заклинание наложено на него самого. Рита «покупает» Фила на аукционе холостяков, чем окончательно рассеивает злые чары.
Номинально сюжет отталкивается от стандартной для мелодрам коллизии: непривлекательный герой, эгоист и циник, переосмысливает своё существование и, пытаясь завоевать сердце героини, преодолевает испытания, постепенно становясь другим человеком. В «Дне сурка» этот штамп приобретает другое звучание. Романтическая линия важная, но не главная. Чувства и отношения главных героев, с точки зрения Риты, за день даже не успевают толком развиться, хотя по временной шкале Фила они знают друг друга давно. Любовь Риты в большей мере представляет собой символ разрыва временной петли и возврата к нормальной жизни. В мелодрамах лирический герой, настигнутый любовью с первого взгляда, ведёт себя не всегда разумно и последовательно. Здесь Фил Коннорс, наоборот, постепенно и последовательно завоёвывает расположение любимой женщины. Оказывается, что любовь обладает способностью лечить и освобождать. Другое известное киноклише — амнезия главного героя. Тема потери памяти нередко сопровождает фильмы с нелинейным течением времени. Например, в таких картинах как «Помни» и «Вечное сияние чистого разума» нарратив есть сочетание потери памяти и сложного течения сюжетного времени фильма. В «Дне сурка» всё тоже происходит наоборот. «Теряют» память все окружающие Фила Коннорса, и только он помнит то, что происходило в предыдущий день. Одна из проблем, которые решает Фил, — попытка «вернуть» память хотя бы Рите, с тем, чтобы выйти из временной петли. Можно отметить противостояние «Дня Сурка» и «Помни». Герой «Помни» Леонард для выхода из ситуации с потерей памяти вынужден вести себя неэтично и откровенно наперекор морали, как полная противоположность Фила Коннорса.
Так в однодневной «жизни» героя возникает цель и смысл. Он пытается привлечь внимание и завоевать сердце Риты. Все оказывается сложнее, чем он предполагал. Судьбу или рок не обмануть, преимущество бесконечных попыток и возможность сколь угодно подробно узнать предмет желания не помогают Филу. Главный герой не отделается только тем, что выучит несколько французских фраз и продемонстрирует знание самых сокровенных тайн Риты. Циничный юмор, показные сверхъестественные способности не производят впечатления на девушку. Фил понимает, что сколько бы раз он ни пытался привлечь внимание и завоевать сердце любимой, всё заканчивается пощёчиной. Коннорсу приходится убрать все напускное и действительно измениться. Он должен стать новым и даже почти идеальным человеком. Здесь картина Рамиса выглядит, как пародия на романтические комедии. Безнадёжные попытки обольщения перекликаются с картиной «Ослеплённый желаниями»: в этой комедии абсурда дьявол даёт семь желаний главному герою, который тратит их все на попытки завоевать любовь девушки, но совершенно безнадёжно. В концовке выясняется что дьявол только играл с героем.

### Символизм
События картины случаются на стыке зимы и весны. Смена времён года — метафора изменений, через которые должен пройти герой и переродиться, как это происходит с природой каждой весной. В начале картины обыгрывается визуальный мотив непредсказуемости погоды — под открывающую титры весёлую польку на чистое небо неожиданно набегают облака. Переменчивость погоды и её ухудшение перед напряжённой завязкой — весьма популярный приём в фэнтези литературе и кинематографе («Волшебник из страны Оз», «Хроники Нарнии», «Большой»). В сопровождающей визуальный ряд мелодии, лёгкой поначалу, нарастает крещендо и мотив становится тревожным. Такая завязка иллюстрирует неожиданное резкое нарушение привычного размеренного течения жизни, то, что может случиться с каждым по причинам вне нашего понимания и влияния. Жаловаться на погоду бесполезно. Каприз погоды здесь выступает ещё и в роли странного аттрактора, когда небольшое возмущение приводит к масштабным последствиям в жизни Фила Коннорса.
В фантастической картине всего один визуальный эффект, и он преподнесён не как эффект, а как часть работы синоптика. Рита, дурачась, играет с синим экраном, словно дух или ангел, появляясь на фоне метеорологической карты. Этот забавный момент привлекает внимание Фила. Впоследствии именно Рите, её способности одухотворить убийственную рутину повторяющегося дня, предстоит спасти героя. Видеоряд предвосхищает развитие событий: Рита в дальнейшем становится ангелом-хранителем главного героя. Аналогичный приём с трансляцией телепередачи в открывающих кадрах имеет место в другой сюжетно схожей картине «Назад в будущее».
Выбор небольшого городка в качестве места действия вполне естественен. В американском кинематографе сложилась традиция подобного сюжета. Это и Хилл-Вэлли, и Бедфорд-Фоллс, ставшие нарицательными понятиями для американской провинции. Нередко герои фильмов выражают желание переехать в маленький город, чтобы сбежать от суеты и стресса мегаполисов. Для Фила Коннорса, наоборот, провинция становится воплощённым кошмаром. Подобный сюжет демонстрирует показное благополучие малого социума, за фасадом которого скрываются страсти и пороки (Плезантвиль, Сихэвен). В «Дне сурка» за сценой Панксатони действуют загадочные силы, породившие временную коллизию. Микрокосм Панксатони как нельзя лучше соответствует фабуле картины. Маленький город сам по себе символ рутины, тем большее впечатление на зрителя производит фантастический поворот событий для главного героя. Только в условиях небольшого города герой может попытаться построить свой идеальный день. Образ обретающего божественные возможности Фила Коннорса здесь напоминает концепцию бога-часовщика в лейбницевском идеальном мире-машине. Визуальный мотив часов и отсчитываемого времени рефреном возвращает зрителя к одному образу. Часы — первое, что герой видит в каждом новом дне. Схожий сюжетный элемент использован в картине «Назад в будущее». Образ возникает также во всех эпизодах в кафе. Часы можно увидеть на стене в ходе встреч Риты и Фила. То, что часы показывают разное время, можно расценить, как надежду на возможность изменений в строго детерминированной однодневной жизни героя.

### Обращение к классике
В картине много отсылок к классической литературе и кинематографу. Пытаясь найти общий язык с Ритой и произвести впечатление, Фил цитирует стихотворение на французском. Здесь обыгрывается известный штамп об особом воздействии французского языка, как тонкого приёма обольщения, на женщин. В случае Риты это не действует, так как она изучала французский язык и испытывает к нему чисто профессиональное влечение. По сюжету перед этим Рита говорит Филу, что изучала французскую поэзию XIX века, хотя Коннорс в ответ цитирует Жака Бреля — бельгийского поэта и актёра XX века, песню La Bourrée Du Célibataire («Танец холостяка»).

Девушка, которую я полюблю, словно хорошее вино,
С каждым утром становится все лучше.
Оригинальный текст (фр.)
La fille que j’aimerai Sera comme bon vin

Qui se bonifiera Un peu chaque matin.

— Жак Брель
Рита в разговоре в закусочной, наблюдая, как Фил пьёт кофе прямо из кофейника и объедается сладостями, цитирует «Песнь последнего менестреля» Вальтера Скотта, чтобы продемонстрировать всю глубину разложения и нравственного падения Фила.

Любуясь собственной тоскою, они не ведают покоя.
Удел и рок печальный их — в себе убить себя самих!
Они бесславно канут в Лету, непризнанны и невоспеты!
Оригинальный текст (англ.)
The wretch, concentred all in self,
Living, shall forfeit fair renown,
And, doubly dying, shall go down
To the vile dust from whence he sprung,
Unwept, unhonored, and unsung.

— Вальтер Скотт. Перевод Татьяны Гнедич
Фил Коннорс, развлекаясь на стадии «удовольствия», заимствует поведение и реплики у героев Клинта Иствуда. В момент появления сурка из норы синоптик комментирует события:
- The question we have to ask ourselves today is, «Does Phil feel lucky?»
- Вопрос, который мы должны задать себе «Повезёт ли сегодня Филу»?

Эти слова созвучны знаменитой фразе Грязного Гарри из одноимённого фильма:
- "You’ve got to ask yourself one question. Do I feel lucky? Well, do ya, punk?
- Ты должен задать себе один вопрос. Повезёт ли мне сегодня? Ну как, шпана?

Затем он копирует манеру разговаривать и переодевается в облачение героя Клинта Иствуда — Безымянного стрелка в пончо, в сцене у кинотеатра, куда он пригласил девушку в костюме горничной. Он говорит девушке «Зови меня Бронко», что отсылает к пародийному вестерну «Бронко Билли» с Иствудом в главной роли. Элементы вестерна и такой же костюм-пончо использованы в другой сюжетно схожей картине — «Назад в будущее 3».
Утром последнего повтора Дня сурка Фил в репортаже, поражая аудиторию своей эрудицией, ссылается на русскую классику. «Когда Чехов переживал долгую зиму, то видел её мрачной, тёмной и лишённой надежды». Сценарист фильма в своей книге признаётся, что Чехова он знал довольно поверхностно и точно сослаться на конкретное произведение русского классика не может. Это скорее впечатление и воспоминание от просмотра некоторых пьес Чехова.

### Религиозный подтекст
Картина настолько многогранна, что исследователи даже называли её духовным тестом Роршаха. Рубин вспоминал, что после выхода картины на экраны начал получать письма от зрителей, исповедующих самые разные религиозные убеждения. Сторонники учения Фалуньгун, христиане, иудеи и буддисты считали картину прекрасной иллюстрацией доктрины именно их вероучения. Путь, который преодолел Фил Коннорс, его трансформация несут важный моральный посыл для адептов многих вероучений.

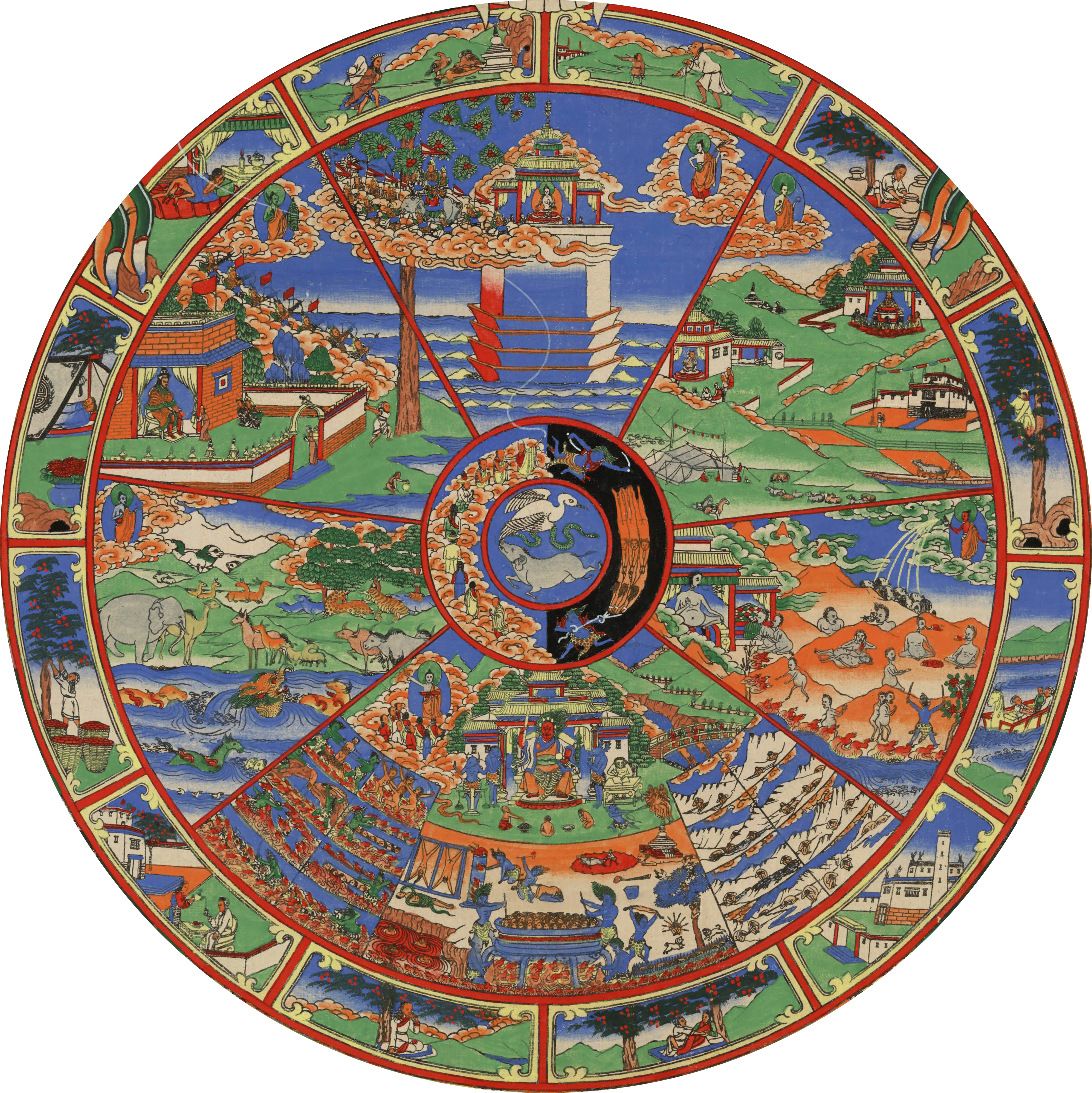
Колесо Сансары

Замкнутый круг, в который попал главный герой, близко соотносится с Сансарой — одним из ключевых понятий в буддизме. Колесо Сансары есть круговорот перерождений, которые переживает душа. Стремясь избавиться от последствий своих порочных прошлых действий (кармы), она пытается вырваться из этого круговорота. Каждая прожитая жизнь — ещё один шанс и возможность. Для этого необходимо очищение посредством испытаний, после чего индивид ощущает перерождение и состояние, близкое к божественному, что подтверждается монологом Фила. Когда он постигает смысл своих желаний, перестаёт быть от них зависимым, круговорот отпускает его. Страдания, переживаемые Филом Коннорсом из-за однообразия повторяющихся дней, могут быть определены буддийским понятием дуккха, хотя с точки зрения буддизма собственно жизнь, бытие — уже есть страдание. После всего происшедшего, по словам профессора-религиоведа Анджелы Зито, можно утверждать, что Фил достиг просветлённого состояния бодхисатвы, но не покинул мир, а остался в нём. В Махаяне бодхисатва, достигший нирваны, возвращается назад и помогает другим достигнуть этого состояния. Испытания, выпавшие на долю главного героя, его трансформация, подобны духовному пути, пережитому Буддой. Чтобы достичь просветления, Будде пришлось прожить множество жизней. Слова Фила «Я столько раз убивал себя, что больше уже не существую» — раскрывают понятие анатман, отсутствие души, то, что необходимо для реинкарнации и сохранения целостности личности.

Спокойствие есть иллюзия. Однако, если всё возможно, если я могу делать что угодно, то существует неограниченная возможность творить добро. Вот о чём «День сурка». В фильме Билл разрушает всё, что связано с «я». Буддизм говорит, что «я» даже и не существует. «Я» — удобная иллюзия, ведущая к эго […] Мы не те, кем кажемся окружающим. «Я» испаряется как концепция. Если вы можете вывести «я» за скобки этих экзистенциальных сложностей, жизнь становится чуть проще. Если жизнь полна возможностей и я больше не думаю о себе, я прихожу к тому, к чему пришёл Билл в концовке картины — к служению другим.
Оригинальный текст (англ.)
Well, serenity is an illusion. But if anything is possible, if I can do anything, then there's a limitless capacity to do good. That's what Groundhog Day is about. In Groundhog Day Bill destroys all meaning for himself. Buddhism says our self doesn't even exist. The self is a convenient illusion that gives us ego. […]
We're not what other people think we are. The self kind of evaporates as a concept. If you can take yourself out of these existential issues, life gets a little simpler. If life is full of possibility, and I stop thinking about myself, I end up where Bill ends up at the end of the movie: in the service of others.

— Гарольд Рамис
Жизнь Фила Коннорса до событий Дня сурка иллюстрирует всю порочность трактовки личной свободы как вседозволенности. С точки зрения христианства, свобода прежде всего состоит в служении другим. Ситуация, в которую попадает главный герой, близко соответствует тому, что переживает душа, попадающая в чистилище. Герой должен искупить свои грехи и перейти дальше, согласно христианской доктрине — в рай. Поступки, которые совершал в последний повтор Дня сурка главный герой, близко соответствуют понятию «мицва» — ключевому в иудаизме. Добропорядочный христианин и последователь иудаизма должен без устали творить добро. Это близко и для последователей учения Фалуньгун и Викка, которые внесли фильм в число рекомендованных к просмотру адептам их веры, так как ценности, которые доносит до зрителя картина, близко соответствуют их религиозной доктрине.

Что посеете, то и пожнёте. Если вы живёте, потворствуя своей греховной природе, то пожнёте смерть вечную. Если же вы живёте, угождая Духу, то пожнёте от него вечную жизнь. Так не уставайте же творить добро, потому что мы пожнём нашу жатву в должное время, если не отступим.
Оригинальный текст (англ.)
... for whatever a person sows, that he will also reap. For the one who sows to his own flesh will from the flesh reap corruption; but he who sows to the Spirit will from the Spirit reap eternal life. And let us not grow weary in well-doing, for in due season we shall reap a harvest if we do not give up. So then ... let us do good to all persons

— Послание к Галатам 6:7; процитировано по источнику. Перевод Международной Библейской лиги

### Философия

Один из ключевых моментов картины — попытка самоубийства. Фил-человек, в отчаянии пытаясь вырваться из временной аномалии, ассоциирует себя с Филом-сурком. «Синоптик из синоптиков, панксатонийский Фил» предсказывает погоду по своей тени. В духе философии Юнга «тень» — скрытая, тёмная часть личности, то, что связано с её негативной стороной. Уничтожив свою тень, Фил пытается остановить действие проклятия. С другой стороны, «анима» — женская сторона, связанная с Ритой, — то, что в итоге и спасает Фила Коннорса.

Картина затрагивает ряд философских проблем. В книге Кристофера Фалзона «Философия идёт в кино» фильм в частности рассматривается как одна из современных версий мифа о Гиге из «Государства» Платона. Бедный пастух Гиг из Лидии, согласно Платону, получил богатство и власть с помощью найденного им волшебного кольца невидимости. В фильме Рамиса Фил Коннорс первоначально действует в манере Гига, декларируя отказ следовать обычным человеческим правилам. Если Платон ставил проблему мотивации творить добро в условиях возможности избежать наказания за зло, то фильм рассматривает путь героя от циника до морального и порядочного человека.
Доктрина вечной жизни в повторении и вечном существовании души в её постоянном возвращении так же стара, как и сама философия. Ещё Гераклит и пифагорейская школа высказывали подобные идеи. Философы XX века переосмыслили идеи античности. Замысел картины о повторяющейся жизни в рамках одного дня близко перекликается с идеями, высказанными Ницше в его программных трудах: «Так говорил Заратустра» и «Весёлой науке». Ницше критиковал религиозные христианские воззрения о загробной жизни, представления о будущем спасении или счастье. Одна из причин всеобщего эгоизма и нигилизма, согласно философу — обесценивание земного существования в сравнении с загробной вечностью. Ницше утверждал, что существует только земная жизнь, которую человек переживает бесконечно. Так философ пришёл к идее вечного возвращения.
Ницше утверждал, что в его философии нет догматической предопределённости на пути к загробной жизни. Жизнь есть череда бесконечных повторений, добровольный выбор индивида, и он волен построить её, как желает сам. Ницше не романтизировал земное существование: зло необходимо принимать как неотъемлемую часть жизни. Сравнение идей ницшеанства и основных идей фильма выявляется в труде критика ницшеанства Жиля Делёза «Ницше и Философия». В нём Делёз указывает на то, что у Ницше имеет место не только бесконечное возвращение индивида, но и возвращение изменённым, обогащённым опытом. В терминологии Жана Бодрийяра, Фил Коннорс породил бесконечные копии самого себя — симулякры. Эти копии начинают все более отличаться от оригинала и становятся независимыми от своего создателя
Картина Рамиса исследует ницшеанские вопросы в комедийной форме: Коннорс пойман в круг вечного повторения. Первоначально герой сбит с толку и потрясён происходящим, затем впадает в скуку и отчаяние, что приводит к попытке самоубийства; эти экзистенциальные состояния не выходят за рамки нигилизма. В дальнейшем Фил начинает понимать, что существует лишь вечное повторение жизни, этот радикальный опыт представляет бесконечный опыт различия. Коннорс отказывается от жалости к себе, нигилизма и ресентимента и вовлекается в бесконечный и безличный процесс становления: он становится врачом, художником, лингвистом, музыкантом. Его деятельность приобретает детские, игровые черты, что также согласуется с идеями Ницше.
Сверхчеловек у Ницше не просто принимает свою судьбу, но и стремится к ней. Он существует вне привычной морали, достигая смысла существования через вечное повторение и перерождение. В отличие от ницшеанского сверхчеловека, главный герой картины наделён свободной волей. В конце концов он осознаёт свою ошибку, изменяется сам и меняет окружающий мир. Переход главного героя с уровня на уровень (удивление, отрицание, депрессия, любовь) несколько противоречит Ницше. Уходя от проблематики Платона и Ницше, фильм возвращается к традиционному голливудскому хеппи-энду, в котором добро всегда побеждает. Жизнь приобретает цель и смысл: концовка фильма утверждает буржуазные моральные ценности любви и семьи. Благодаря любви Фил Коннорс не просто изменился, но полностью переродился в нового человека. Идея того, что Коннорс смог выйти из замкнутого круга благодаря любви, перекликается с трудами Люс Иригарей, известной своей ревизией социальной философии с феминистической точки зрения. Люс соглашалась с тем, что человек перерождается, но для совершенствования он не может переродиться тем же существом, что и был прежде. Он должен стать новым и немного другим, унаследовав часть естества от противоположного пола. Так женщина играет важную роль в перерождении Фила. Грубый эгоцентрик Коннорс в конце концов осознаёт важность человеческих отношений: его трансформация символизирует отказ от представлений о традиционном мужском доминировании и принятие идей феминизма, пишет специалист по средствам коммуникации Сюзанна Дафтон.
«День сурка» имеет много общего с мифом о Сизифе, апологией философии абсурда. Камю в своём эссе разбирает проблему самоубийства, как попытки примирить поиски смысла жизни и бесполезность самих таких попыток. В жизни нет смысла, а есть только бесконечный цикл, в который вовлечён человек. Он должен найти мужество и душевные силы существовать в вечном повторении «работа-дом-работа-дом». Камю использует метафору тюрьмы, в которую заключён человек. Образ тюрьмы появляется и в фильме. Камю обращается к древнему мифу о Сизифе, как метафоре рутины жизни. Человек вовлечён в однообразную карусель дней, где каждый похож на другой. Вырваться из неё нелегко. В определённом смысле большинство людей оказываются на месте героя картины. Каждый проживает тысячи дней сурка и перед каждым встаёт дилемма Фила Коннорса — продолжать тешить своё эго в рутине повседневности или вырваться на свободу. В концовке своего эссе Камю отмечает, что Сизиф должен найти удовольствие в своей вечной бессмысленной работе. «Сизифа следует представлять себе счастливым» — пишет Камю.

### Музыка

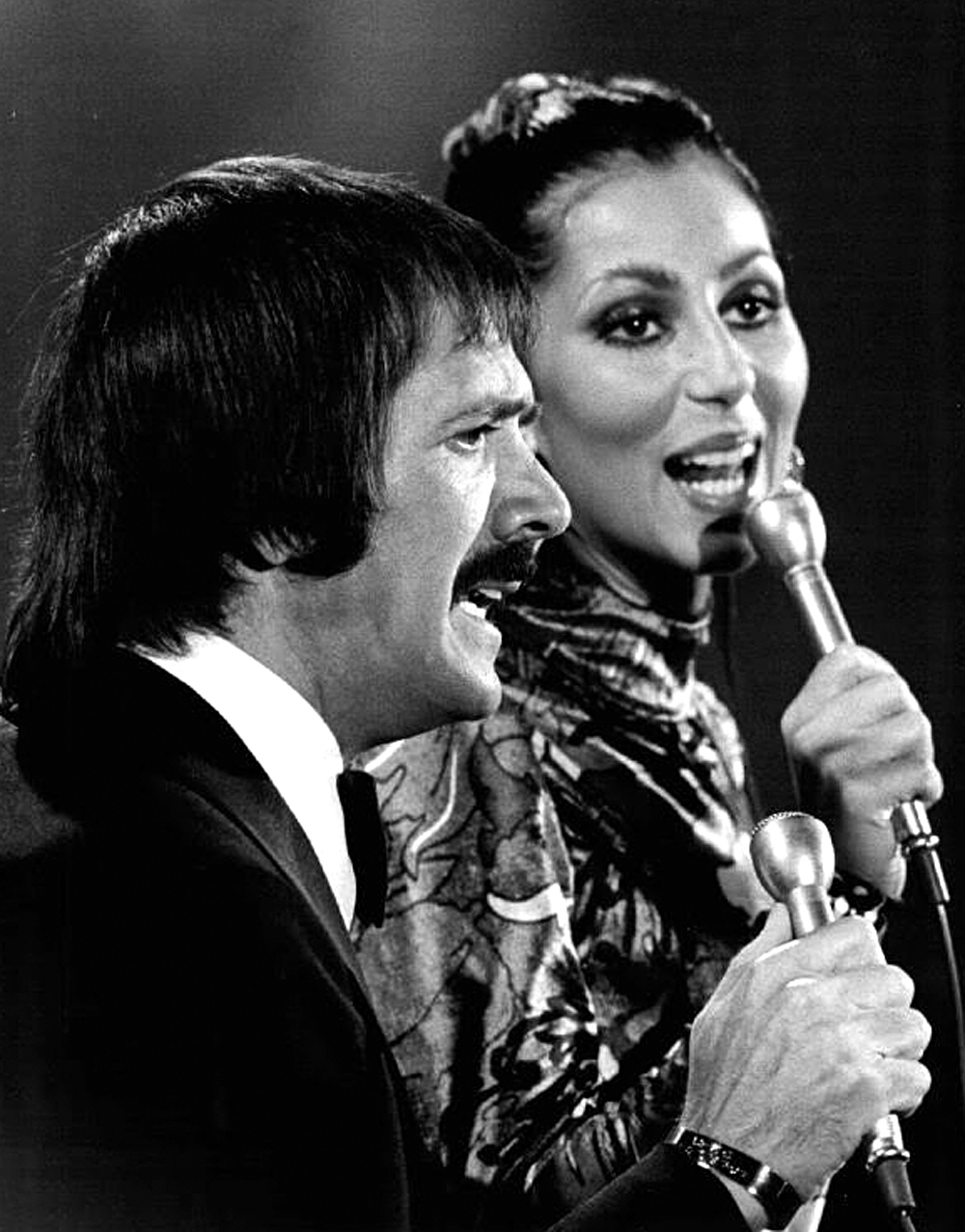
Дуэт Сонни и Шер

Выбор песни «I Got You Babe» дуэта Сонни и Шер, рефреном открывающей каждый новый День сурка и доставляющей такие муки главному герою, не случаен. «I Got You Babe» типичный пример поп-композиции с навязчивой мелодией и легко запоминающимся рефреном, перекликающимся со смыслом картины. Популярная в 1970-е годы передача The Sonny & Cher Comedy Hour была хорошо знакома Мюррею. Она была предшественницей Saturday Night Live на канале CBS, сделавшей Мюррею имя. Песня была выбрана в качестве основной музыкальной темы картины ещё в сценарии. Рубина она привлекла благодаря использованию приёма фальшивой концовки — музыкальной шутки, хорошо известной ещё со времён Гайдна. Второй повторяющийся мотив картины — полька. Её мотив, в духе саундтреков Нино Рота, оказавшего значительное влияние на творчество автора музыки к фильму Джорджа Фентона, звучит в открывающих титрах картины, сопровождая тему переменчивости погоды. Кроме того, композиция Pennsylvania Polka раздаётся на празднике каждый раз, когда Фил входит на городскую площадь. Эта популярная мелодия была написана композитором Фрэнки Янковиком в 1940-е годы.
Музыка в картине представляет собой подборку стилистически разноплановых треков. Открывает картину типичная поп-мелодия в песне «The Weatherman», звучащая во время путешествия героев в Панксатони. «Струнный Квартет № 1» Бориса Духова — пример обращения к классической симфонической музыке. Джазовая сюита звучит в сцене «Фил снимает девушку». Проникновенная инструментальная «Тема любви» Джорджа Фентона сопровождает монолог Фила, обращённый к Рите: «Ты любишь лодки, но не океан». Мелодия, повлиявшая на выбор Филом занятий музыкой — фортепианная соната № 16 Моцарта. Соло Фила Коннорса на синтезаторе на танцах исполнил композитор и пианист студии Терри Фрайер. В сцене были сняты и его руки на клавишах, дублировавшие Билла Мюррея. В этом эпизоде звучит тема из 18-й вариации «Рапсодии на тему Паганини» Рахманинова, обработанная Фрайером в джазовом стиле. Выбор музыкальной темы вариаций можно сравнить с основной темой фильма — многочисленными вариациями дня, который переживает главный герой.

## Оценка

### Критика
С выходом на экраны картина получила преимущественно положительные отзывы. Прежде всего специалисты обратили внимание на своеобразный сценарий и актёрскую игру. Впрочем, прозвучали также отдельные сдержанные отзывы. Некоторые издания оценили её, как не более чем очередную работу тандема Рамиса и Мюррея. Washington Post, в лице обозревателя Дессона Томпсона, рискнула предсказать судьбу картины, которую, по мнению критика, никогда не сохранят для потомков в Национальном реестре фильмов. Отдельные голоса отметили не самый оригинальный сюжет, перекликающийся с «Новой рождественской сказкой», «Этой прекрасной жизнью» и другими картинами. Фабулу комедии Рамиса называли вторичной, а многочисленные самоповторы внутри сюжета — надоедающими. Издание Variety выделило неровный сюжет, в котором отдельные отлично поставленные и остроумные сцены перемежаются с откровенно слабыми. Тем не менее, уже в 1993 году большинство специалистов заметили необычное построение комедии. Прежде всего отмечался отказ создателей картины объяснить причину сверхъестественных событий в жизни обычного человека. Такой поворот в духе объективной реальности Андре Базена, предлагавшего оставлять зрителю достаточно пространства для размышлений, был весьма нехарактерен для мейнстрима. Оказывается, что объяснение и не требуется, внутренней логики сюжета вполне достаточно. Джанет Маслин (NY Times) назвала фильм визитом в «Сумеречную зону» в стиле ситкома, обманчиво легко рассказывающим о глубоком. Хэл Хинсон (Washington Post), сравнив работу Рамиса с картиной «Ангел-истребитель», подчеркнул найденный авторами точный баланс комедии и трагедии. По его словам, они сумели показать, что страшней незнания будущего может быть его точное знание.
Картина постепенно набрала популярность, и специалисты возвращались к ней снова и снова. Спустя 10 лет та же Washington Post (критик Энн Хорндей) уже назвала комедию бессмертной классикой. Оценивая наследие режиссёра, обозреватель Guardian отметил то, что в «Дне Сурка» Рамис, до того не замеченный как гениальный режиссёр, вышел на уровень Уайлдера и Бунюэля. Роджер Эберт в повторной рецензии в 2005 году дал комедии высочайшую оценку, посетовав, что в первой публикации недооценил её. «Действие развивается так логично, в таком лёгком развлекательном ключе, что вам нужно остановиться и мысленно дать себе пощёчину, чтобы осознать, насколько он хорош». Критики особо оценили изящный дидактический посыл, заключённый в сюжете, который не сопровождается излишним морализаторством. Юмор в комедии сочетается с глубоким трагическим подтекстом. Выразительно показана драма главного героя, страдающего в вечном замкнутом круге и готового пойти на мучительную смерть. Несмотря на счастливую развязку в финале, картина, по словам Эберта, даже на этом этапе не становится слащавой.

### Актёрская игра
Картина целиком построена вокруг личности главного героя, и успех был непосредственно связан с исполнителем роли Фила Коннорса. Большинство критиков отнесло фильм к лучшим образцам комедийного искусства и высшим достижениям в карьере Билла Мюррея. Дэвид Денби (New York Magazine) написал, что актёру наконец досталась роль, которая в полной мере раскрывает его возможности.

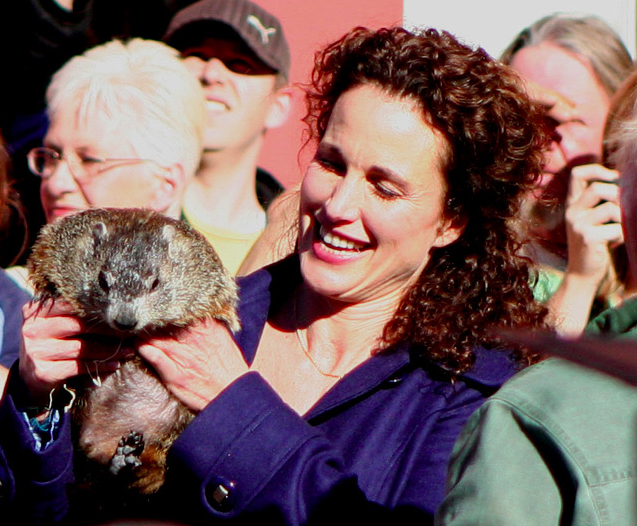
Энди Макдауэлл на празднике

Билл Мюррей, оценивая себя как исполнителя, замечал, что он никогда не был комедиантом того же плана, что и стендаписты. Он также считал себя актёром, совершенно не подходящим для мелодрам. Роли эгоиста и циника уже были в послужном списке актёра, но в «Дне сурка» происходит метаморфоза, в которую даже сложно поверить. Хэл Хинсон сравнил финальную трансформацию героя с превращением гусеницы в бабочку, отметив при этом, что герой изменился не до конца: в бабочке так и осталось многое от гусеницы. Его поддержал Роджер Эберт, отметив перерождение главного героя, как одну из наиболее интересных сторон картины. Фил становится лучше, но не становится другим. «Хорошая новость в том, что можно научиться, как стать лучше», — резюмировал критик. Мюррей демонстрирует способность играть персонажа на двух уровнях: самоосознании и самоотречении. Если первый уровень был вполне типичен для его предыдущих ролей (например, Питер Венкман в «Охотниках за привидениями»), то второй стал новым для него. Ближе к концовке картины персонаж Мюррея сбрасывает своё оказавшееся показным равнодушие и цинизм, отрекается от своей казавшейся неуязвимой жизненной позиции эгоиста. В финале герой Мюррея оставляет своими последними словами некоторую двусмысленность для зрителя: «Давай снимем дом …» — говорит он Рите, давая понять, что он не останется в городе навсегда.
До «Дня Сурка» Энди Макдауэлл не всегда могла найти свою актёрскую нишу. В этом фильме счастливым образом произошло попадание в роль и было достигнуто редкое взаимопонимание между партнёрами, сочетание едкой эксцентричности партнёра и очаровательной неловкости Макдауэлл. Энди подкупает зрителя своей игрой уже с первой сцены. За милой внешностью и слегка неловким поведением стоит личность, строго следующая своим моральным принципам. Джанет Маслин отметила лёгкую комическую нотку в созданном ей образе современной деловой женщины, одновременно ставшей героиней сказки. Без романтического шарма Энди в фильме было бы сложно показать трансформацию главного героя. Внимание критиков привлекла также игра актёров второго плана, создавших картину одного дня в жизни американской провинции. Если Мюррею можно было разнообразить свои действия, то всем актёрам второго плана и массовки было необходимо передавать по возможности одно и то же, что не так легко, как может показаться. Среди них особо выделяется Стивен Тоболовски в роли Неда Райерсона. Тоболовски, и раньше известный как комедийный актёр, создал классическую эпизодическую роль, в эксцентричной паре с флегматичным Мюрреем сыграв надоедливого в показной жизнерадостности страхового агента.

### Влияние
После выхода фильма на экраны праздник, давший ему имя, приобрёл большую популярность и ныне ежегодно собирает в Панксатони десятки тысяч человек. В местном зоопарке до настоящего времени живёт сурок по имени Фил, и в день праздника его выносят в специально построенную нору-домик. День сурка отмечают в Вудстоке и в других городах США. Праздник стал своего рода неофициальным днём метеоролога.
Выражение «День сурка» устойчиво вошло в английский и во многие другие языки народов мира, обозначая рутинное повторение одного дня, дежавю. В частности, выражение «День сурка» постоянно используют американские военные, подчёркивая особенно монотонное и точное повторение дней в армейской службе. Томас Фридман назвал серию статей в New York Times о ближневосточной войне в 2006 году «День сурка в Ираке».
По мнению Гилберта Адэра, картина стала предтечей поколения фильмов, которые он назвал «авангард-лайт» — картин со сложным нарративом и сюжетом на грани реальности и фантастики. Такие картины, как «Шоу Трумана», «12 обезьян», «Семьянин», многие работы режиссёра Спайка Джонза созданы под впечатлением от «Дня сурка». Чарли Кауфман, сценарист «Вечного сияния чистого разума», признавал, что вдохновлялся в своём творчестве комедией Рамиса. Терри Джонс отмечал, что картина входит в его персональную десятку лучших фильмов всех времен. Дэвид Расселл говорил, что отдал бы левую руку за то, чтобы написать сценарий, сравнимый с «Днём сурка», замечая, что влияние этого фильма можно сравнить только с картинами Тарантино. Сценарий вошёл в учебники, в частности Джилл Чемберлен описывает его как пример хорошо прорисованного сюжетного построения.
Картина вызвала многочисленные подражания. В 2004 году был снят итальянский ремейк «Уже вчера». Фильм «50 первых поцелуев» режиссёра Питера Сигала построен на основе сюжета «Дня сурка». «Хочу. Не могу» (2014) польский филолог Артур Скверес называет вариантом «Дня сурка» для сексуально озабоченных подростков. Винс Гиллиган и Джон Шибан подтверждали, что эпизод «Понедельник» сериала «Секретные материалы» в значительной мере создан по мотивам комедии Рамиса. Научно-фантастический боевик «Грань будущего» повторяет «День сурка» в том, что его герою тоже необходимо выстроить идеальный день.
16 августа 2016 года на сцене театра «Олд Вик» состоялась премьера мюзикла «День Сурка». Либретто мюзикла написал Дэнни Рубин, в качестве композитора и режиссёра-постановщика выступил Тим Минчин. Постановка получила тёплые отзывы критиков, и её показ на сценах Великобритании продолжился в 2017 году.

### Награды

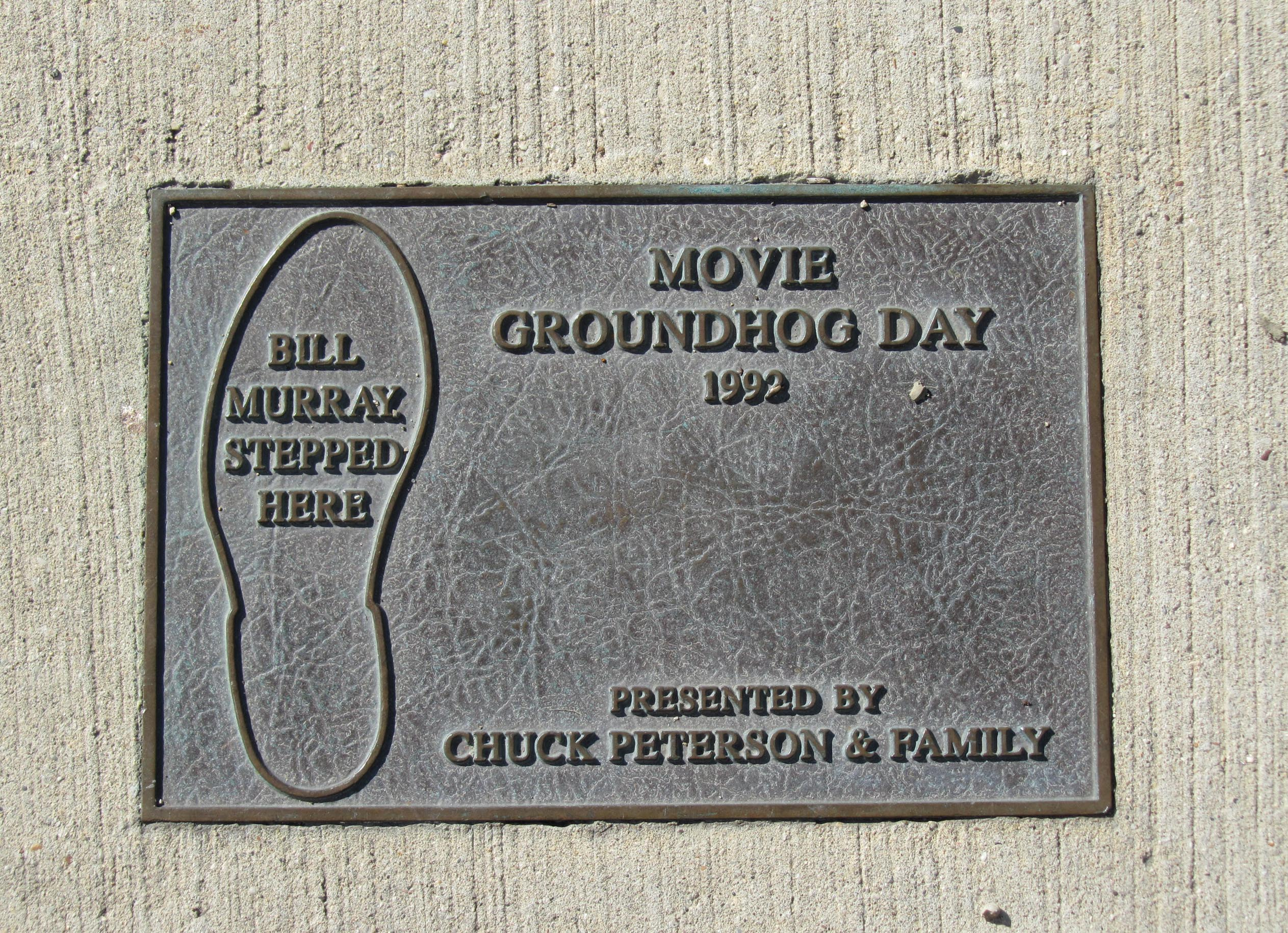
Мемориальная табличка, посвящённая фильму, в Вудстоке возле знаменитой лужи

- 1993: British Comedy Awards — лучшая кинокомедия года
- 1993: премия Лондонской ассоциации кинокритиков — сценарист года (Дэнни Рубин, Гарольд Рамис)
- 1993: премия Нью-йоркской ассоциации кинокритиков — лучший сценарий (Дэнни Рубин, Гарольд Рамис), 2-е место, разделил с картиной «Список Шиндлера»)[154]
- 1994: премия «Сатурн» — лучшая актриса (Энди Макдауэлл)
- 1994: премия BAFTA — лучший оригинальный сценарий (Дэнни Рубин, Гарольд Рамис)
- 2000: 100 самых смешных американских фильмов за 100 лет по версии AFI — 34-е место
- 2008: 10 лучших американских фильмов в 10 классических жанрах по версии AFI — 8-е место (фэнтези-фильмы)

## Комментарии
1. ↑  Здесь главный герой уточняет «I am a god, not THE God…I don’t think». В переводе А. Михалёва «Я бог… ну просто бог, а не тот главный Бог… наверное».
2. ↑  Рубин утверждал, что нашёл этот срок в одной из книг по буддизму.
3. ↑  В свою очередь, данный фильм — ремейк короткометражного фильма 1990 года (12:01 дня[англ.]), в котором длина временной петли составляет один час.
4. ↑  Рамис, хотя и интересовался буддизмом, себя относил к агностикам.
5. ↑  Картина была включена в Национальный реестр фильмов в 2006 году.